# Erzengel

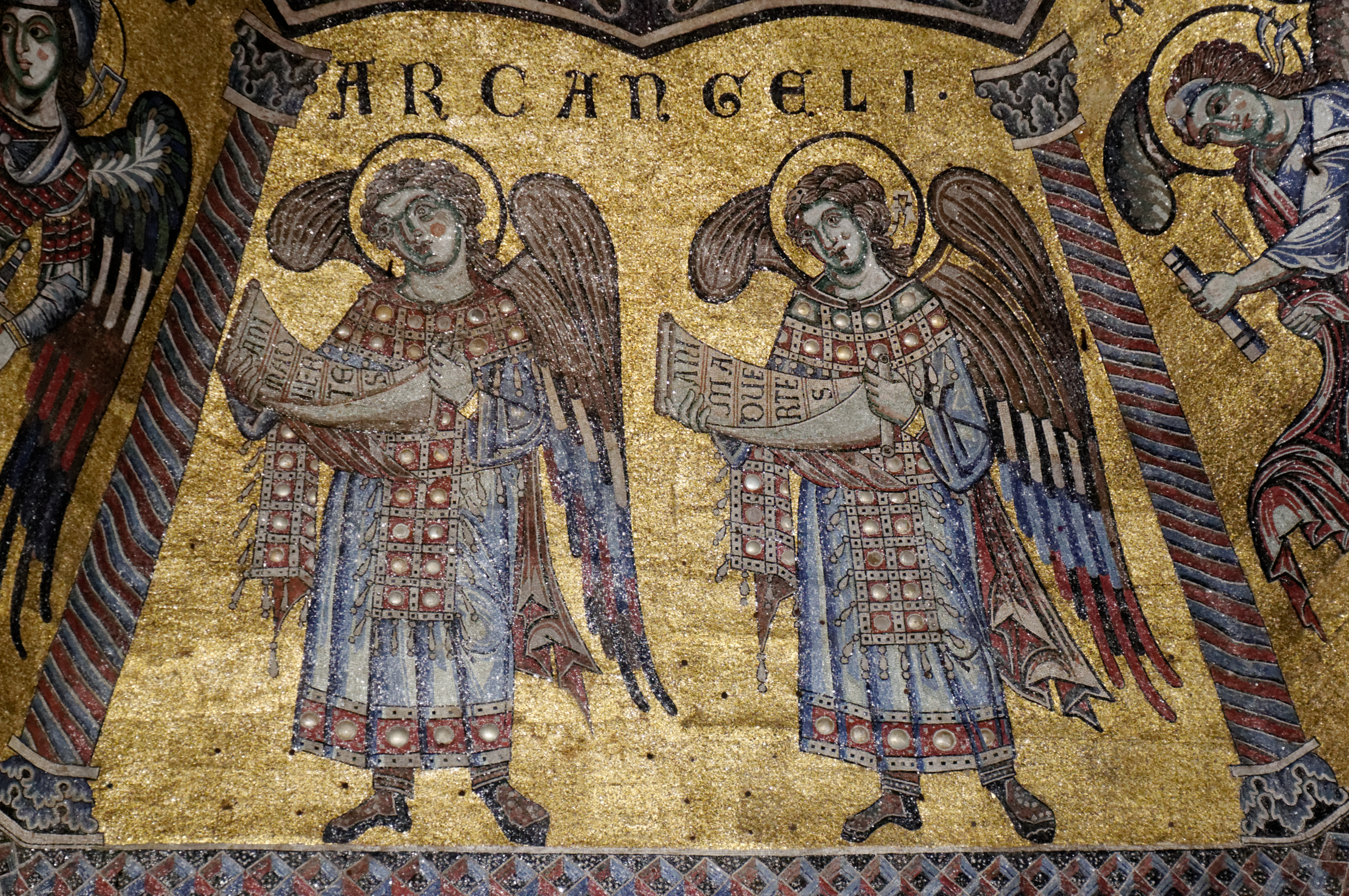
Die Erzengel in der Kuppel des Baptisterium San Giovanni in Florenz (1225) als Teil der neun Engelschöre

Als Erzengel (von altgriechisch ἀρχάγγελοι archángeloi, deutsch ‚oberste/erste Boten/Abgesandte‘, siehe Erz- und Engel) werden solche Engel bezeichnet, die innerhalb der Schar der Engel eine führende Stellung einnehmen. Nach der Engellehre des Pseudo-Dionysius Areopagita bilden sie den achten der Neun Engelschöre (3. Triade, 2. Chor). Während die gewöhnlichen Engel für die Einzelmenschen verantwortlich sind, sind die Erzengel jene Boten, die weitreichende göttliche Beschlüsse überbringen, die für Gemeinschaften oder ganze Völker von Bedeutung sind. Die Vorsilbe Erz- geht auf das griechische Wort ἀρχή archē, deutsch ‚Anfang, Führung‘, zurück, das einen Vorrang zum Ausdruck bringt.
In Kunst und Literatur sind die Erzengel Michael, Gabriel, Raphael und Uriel am bekanntesten geworden. In der Bibel (Jud 9 ) wird allerdings nur Michael als Erzengel bezeichnet, Gabriel und Raphael werden dagegen immer nur Engel genannt. Uriel kommt in der Bibel gar nicht vor. Die Vorstellung von der Sieben- bzw. Vierzahl der Erzengel geht auf das Buch Tobit und das Erste Henochbuch zurück. Im Henochbuch finden sich auch die meisten Namen, die in der späteren Literatur immer wieder als Erzengel auftauchen. Die Namen fast aller Erzengel enden auf -el, was auf den semitischen Gottesnamen El verweist. Von Theologen wurde bis ins späte Mittelalter die Stellung und Zahl der Erzengel in der Angelologie diskutiert.

## Die Bezeichnung „Erzengel“
Zwar ist die Idee von einzelnen herausgehobenen Engeln, die den Engelsscharen vorstehen, schon in der Hebräischen Bibel nachweisbar (z. B. Jos 5,13–15 , Dan 10,13 ; 12,1 ), doch kommt das Wort ἀρχἀγγελος („arch-“ + „angelos“), das dem deutschen Wort Erzengel zugrunde liegt, erst im hellenistischen Judentum auf. Es ist erstmals in den griechischen Versionen des Ersten Henochbuches bezeugt, die frühestens aus dem 1. Jahrhundert vor Christus stammen. Es wird dort für die Engel Uriel, Raphael, Raguel, Michael, Sariel, Gabriel und Remiel verwendet. Im Hebräischen und Aramäischen hat das Wort kein Gegenstück.
Der jüdische Philosoph Philon von Alexandria (gest. 40 n. Chr.), der seine Werke auf Griechisch verfasste, interpretierte den archangelos als Führer der Engel und setzte ihn mit dem göttlichen Logos gleich. In seiner Auslegung zum 15. Kapitel der Genesis schrieb er:

„Dem Erzengel und ältesten Logos hat der Vater, der Schöpfer des Alls, als auserlesenes Geschenk gegeben, dass er auf der Grenze stehe und scheide zwischen Geschöpf und Schöpfer. Er ist aber zugleich Fürbitter für das angstvolle Sterbliche bei dem Unvergänglichen und Offizier des obersten Kriegsherrn für das Untergebene. Er frohlockt über das Geschenk und thut es in stolzer Rede kund: ‚Und ich stand mitten zwischen dem Herrn und euch‘ (Num 16,48 ); er ist nicht ungezeugt wie Gott, und auch nicht gezeugt wie ihr, sondern in der Mitte zwischen den Gegensätzen, beiden als Bürge dienend: dem Erzeuger dafür, dass niemals ein vollständiger Abfall des sterblichen Geschlechts eintrete, dem Erzeugten aber dafür, dass der gütige Gott nie sein eigenes Werk ganz vernachlässigen werde.“

Im Neuen Testament erscheint das Wort archangelos nur zwei Mal: In Jud 9  wird in Anlehnung an Dan 10,13  beschrieben, wie der Erzengel Michael mit dem Teufel über den Leichnam des Mose streitet, in 1 Thess 4,16  kündigt ein namenloser Erzengel die Herabkunft des Herrn und die Auferstehung der Toten an. In den lateinischen Versionen des 4. Buch Esra, einer christianisierten Apokalypse jüdischer Herkunft, die wohl um 100 n. Chr. entstanden ist, wird Jeremiel als Erzengel erwähnt. Er ist derjenige, der die Fragen der Toten hinsichtlich ihrer Zukunft beantwortet.
Die Erzengelvorstellung war in der Spätantike auch außerhalb der jüdisch-christlichen Tradition verbreitet, wie die sogenannte Mithrasliturgie, ein magischer Text aus Ägypten, der auf das dritte Jahrhundert datiert wird, zeigt. In ihm erscheint der archangelos als Übermittler einer Botschaft des „großen Gottes“ Helios-Mithras.

## Die Erzengel innerhalb der christlichen Engellehre

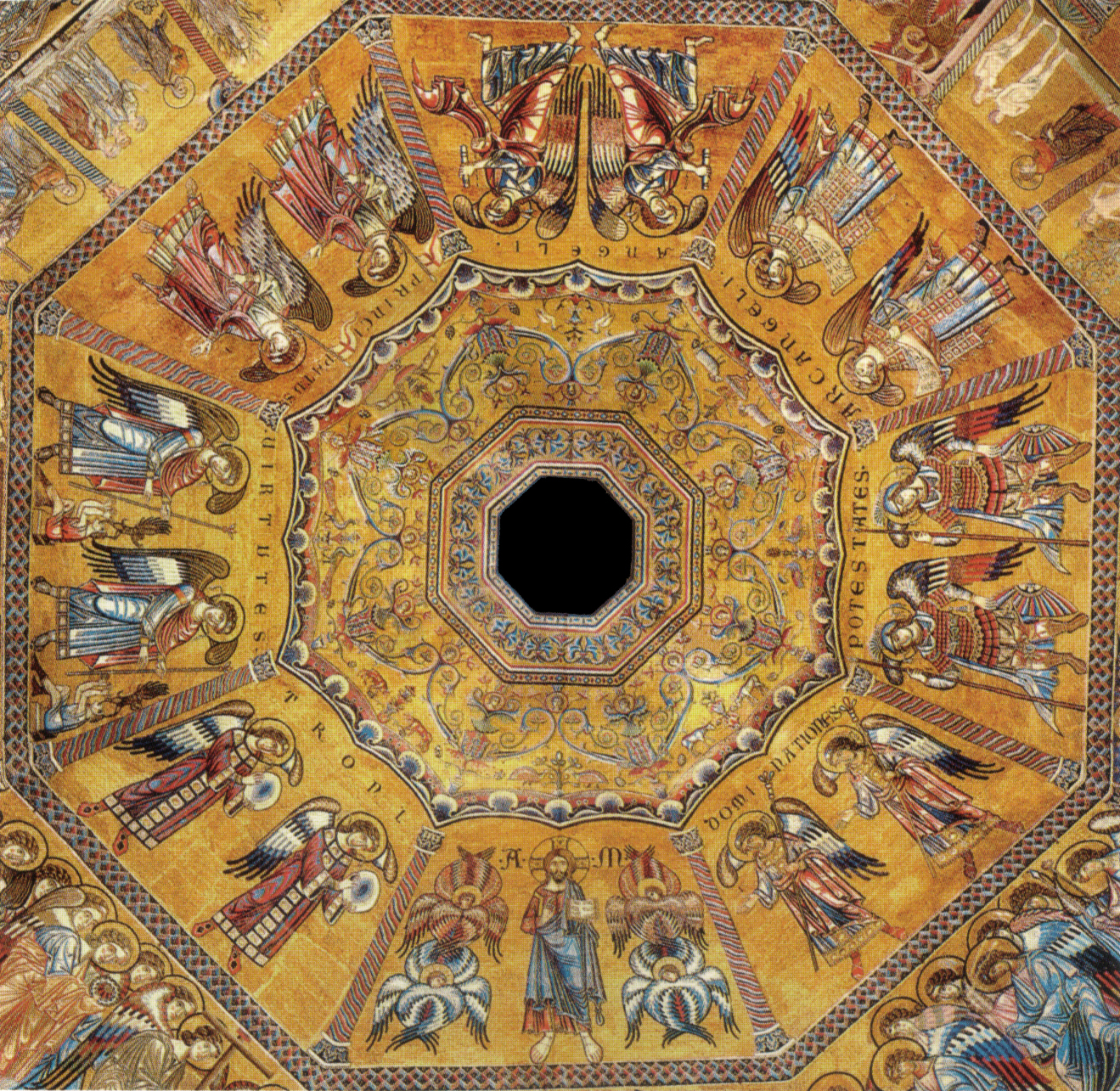
Die Erzengel innerhalb der neun Engelschöre im Mosaik des Baptisterium San Giovanni. Von oben im Uhrzeigersinn: Engel, Erzengel, Gewalten, Herrschaften, Cherubim und Seraphim, Throne, Mächte und Fürstentümer.

Gemäß der Engellehre, die Pseudo-Dionysius Areopagita im 6. Jahrhundert in seinem Werk Über die himmlische Hierarchie beschreibt, gibt es Neun Chöre der Engel, die in drei Hierarchien (Triaden) gegliedert sind. Die Erzengel gehören zusammen mit den Fürstentümern und den gewöhnlichen Engeln zur dritten Hierarchie und stehen zwischen ihnen. Hierzu wird erklärt:

„Der gleichen Ordnung wie die Fürstentümer gehören die Erzengel an. Gemäß der Gliederung jeder Hierarchie in erste, mittlere und letzte Stufen bilden die Erzengel durch ihre Mittelstellung die Verbindung der äußeren Glieder. Mit den Herrschaften haben sie gemeinsam die Hinwendung zum Urquell der Herrschaft und die Einigung der Engel vermittels einer wohlgeordneten Leitung. Mit den Engeln haben sie Teil an der Stellung von Dolmetschern, sofern sie die göttlichen Erleuchtungen durch die ersten Engel empfangen, den Engeln mitteilen und durch diese uns offenbaren.“

Gregor der Große erklärt in seiner 34. Homilie zu den Evangelien, die er 591 als Predigt vortrug, dass der Unterschied zwischen den gewöhnlichen Engeln und den Erzengeln darin bestehe, dass die Engel dazu bestimmt seien, kleinere Dinge anzukündigen, während es die Aufgabe der Erzengel sei, große Ereignisse anzukündigen. Dies sei auch der Grund, warum bei der Verkündigung des Herrn nicht ein Engel, sondern ein Erzengel aufgetreten sei.
Etwas ausführlicher werden die Erzengel in den Etymologiae von Isidor von Sevilla (ca. 560–636) behandelt. Er erklärt das Wort archangeli als „höchste Boten“ (summi nuntii). Sie würden deshalb so genannt, weil sie die höchsten Dinge ankündigten und unter den Engeln eine Vorrangstellung einnähmen. Sie seien Führer und Fürsten (duces et principes), unter deren Ordnung einem jeden Engel Aufgaben zugewiesen seien. Dass die Erzengel den gewöhnlichen Engeln Befehle erteilen können, leitet Isidor aus einer Stelle im Sacharja-Buch ab, an der beschrieben wird, wie ein Engel dem anderen befiehlt, Sacharja etwas auszurichten (Sach 2,7–8 ). Einige von den Erzengeln, so erklärt er, hätten persönliche Namen, mit denen ihre besonderen Eigenschaften bezeichnet würden. Durch die Deutung des Namens werde nämlich das Amt des Engels bestimmt.

## Erzengelgruppen

### Michael und Gabriel als Erzengelpaar

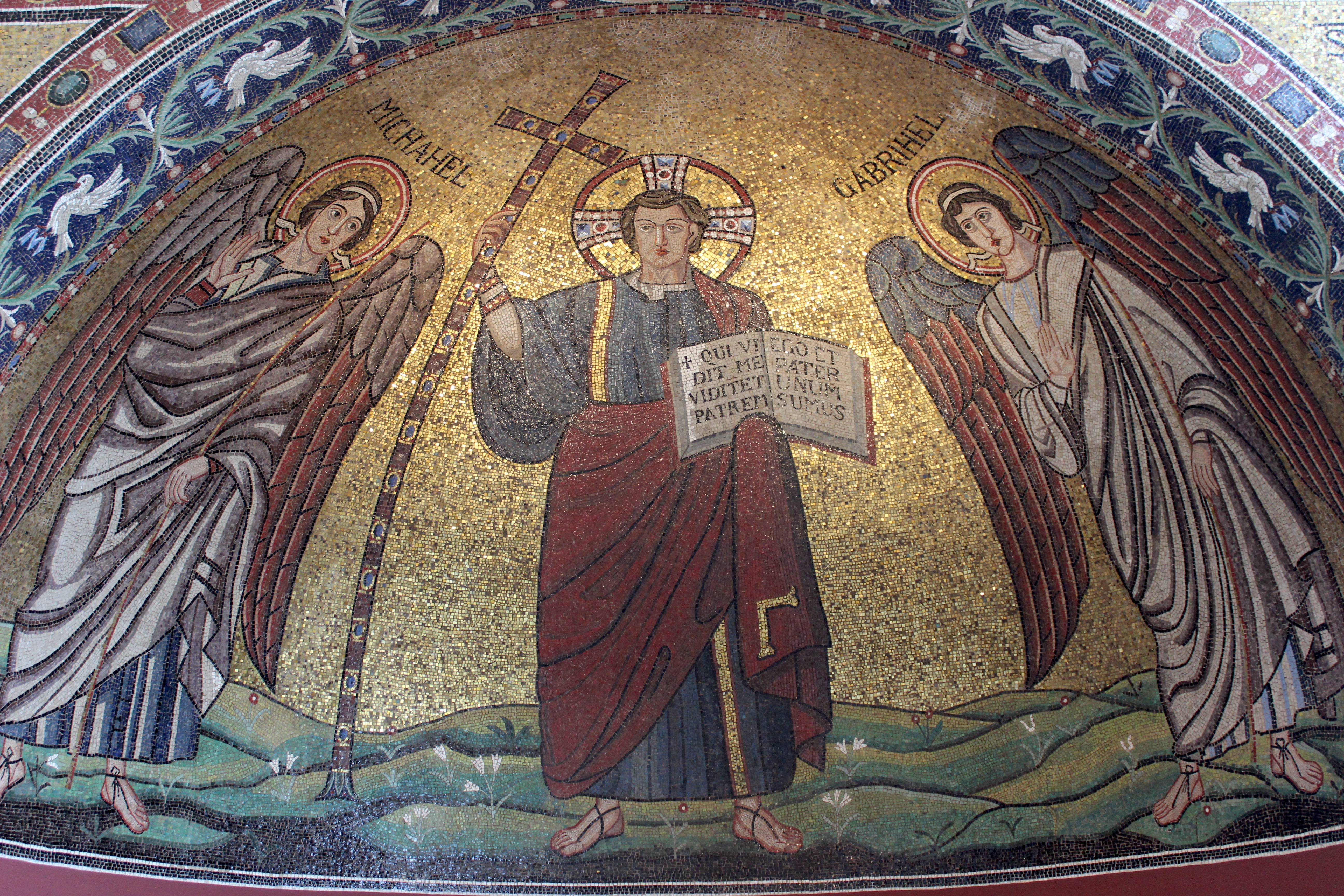
Mosaik aus der Kirche San Michele in Africisco zu Ravenna, um 545/46, heute im Bode-Museum

Als die bedeutendsten Erzengel erscheinen schon im spätantiken Judentum und im frühen Christentum Michael und Gabriel. Sie treten zum Beispiel am Anfang der Esra-Apokalypse auf. Didymus der Blinde (310–398) beschreibt Michael und Gabriel in seinem Buch De Trinitate (Buch II, Kap. 8, 10) als das „gnadenreiche Paar der Erzengel“ (εὐάρεστος ξυνωρίς ἀρχαγγέλων), nach dem Kirchen und Kapellen ihren Namen haben, die „nicht nur in den Städten allein, sondern auch privat in den Straßen, Häusern und Äckern errichtet worden [sind], die mit Gold, Silber oder auch Elfenbein geschmückt sind“.
Michael und Gabriel galten als Führer des himmlischen Heeres. Beide wurden gerne zusammen mit Christus angerufen. In Syrien finden sich in spätantiker Zeit an Gräbern, Türbalken, Ringen häufig das Zeichen ΧΜΓ, das apotropäische Bedeutung hatte und wahrscheinlich als Christos, Michael, Gabriel zu lesen ist. Michael und Gabriel erscheinen auch häufig als Begleitfiguren Christi wie in dem Mosaik aus der Kirche San Michele in Africisco in Ravenna, das in seiner ursprünglichen Form aus dem 6. Jahrhundert stammt und heute im Berliner Museum für Byzantinische Kunst aufbewahrt wird, oder von Maria wie im Altaraufsatz des Pilgrim II. im Dom von Cividale. Darstellungen von Michael und Gabriel mit oder ohne Christus waren auch ein beliebtes Motiv der griechischen und russischen Ikonenmalerei.

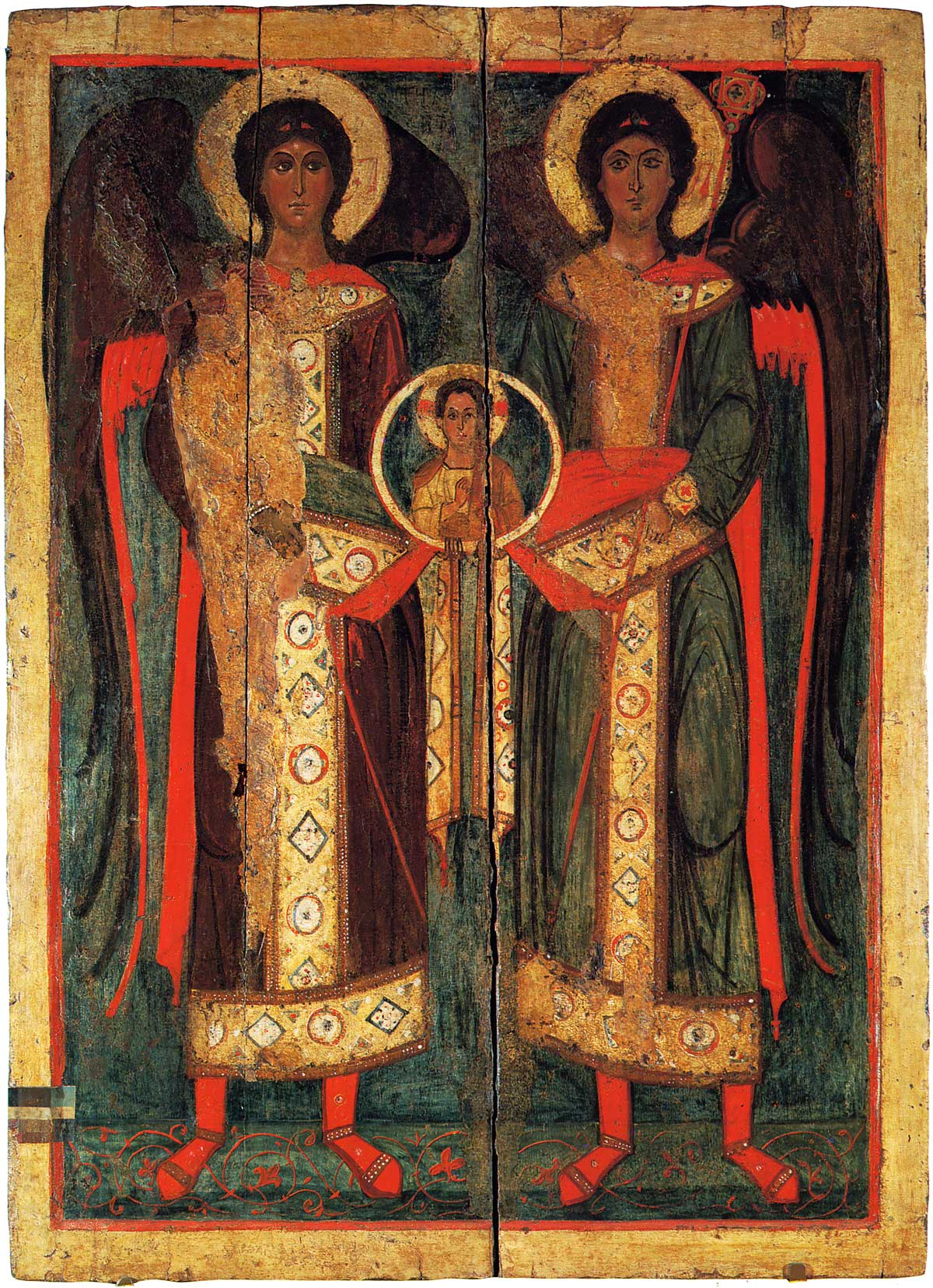
Weliki Ustjug, frühes 13. Jh.
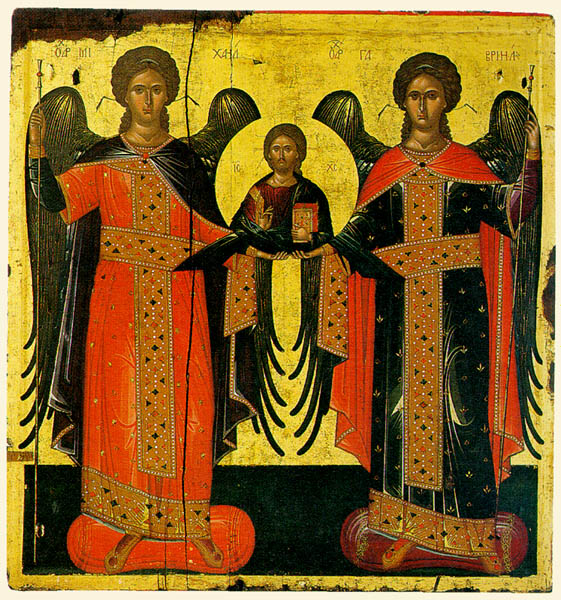
Vatopedi-Kloster, frühes 15. Jh.
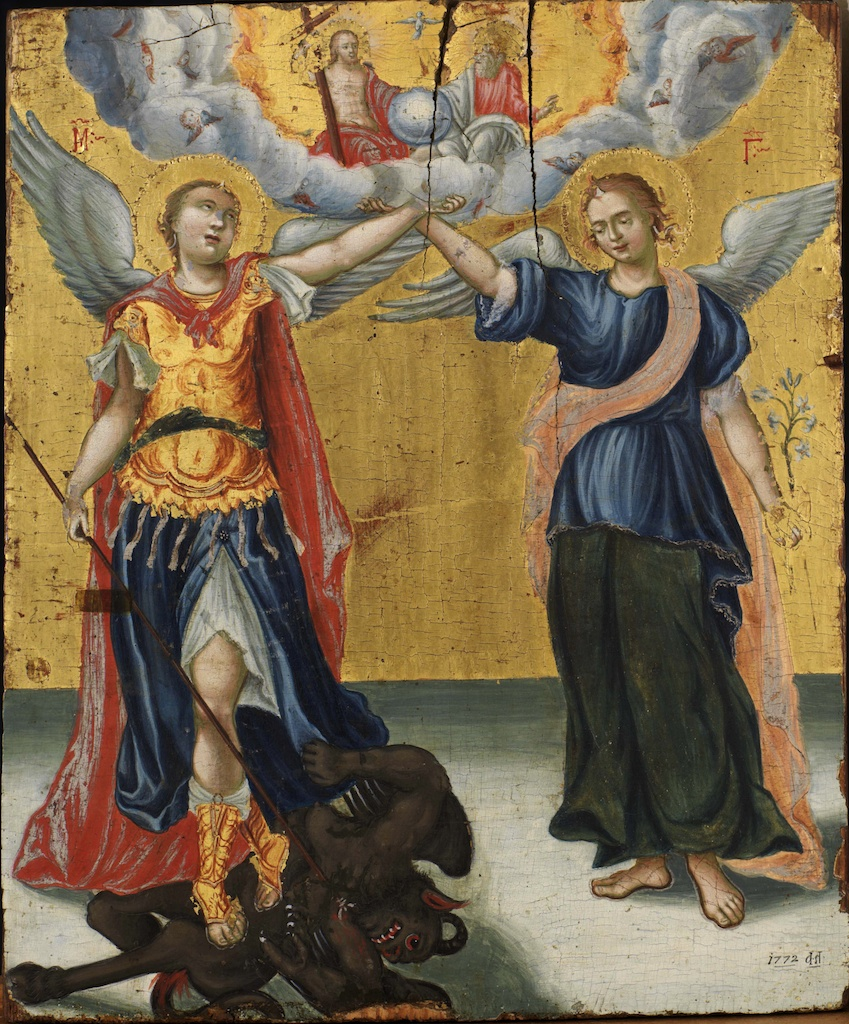
Stadtmuseum von Ioannina, 1772
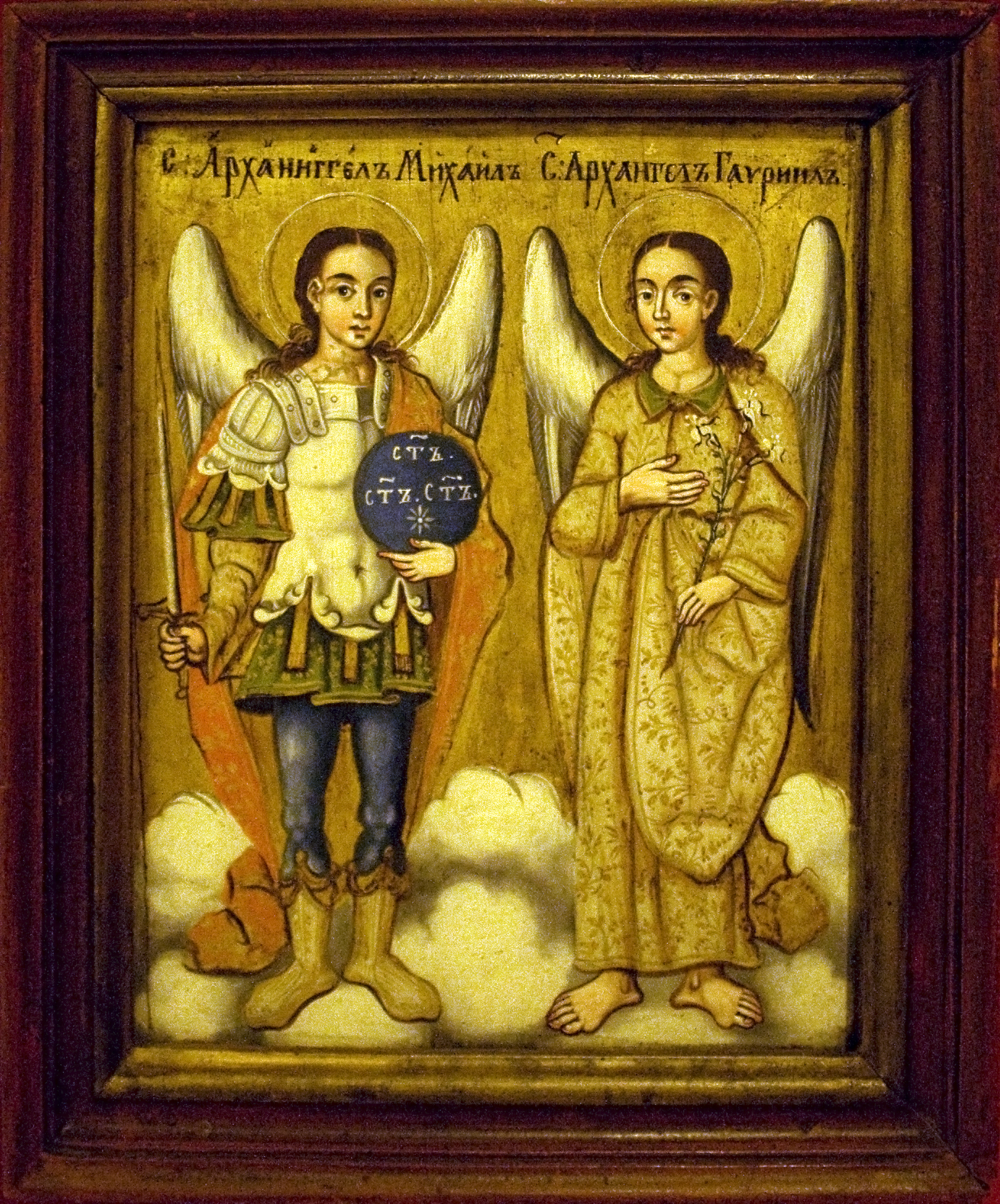
Griechisch-orthodoxes Museum von Miskolc, 19. Jh.

Das nach dem 6. Jahrhundert entstandene koptische „Buch der Einsetzung des Erzengels Gabriel“ lässt Jesus Christus berichten, dass Gott den Erzengel Michael am 12. des Monats Hathor einsetzte und den Erzengel Gabriel am 22. des Monats Khoiahk. Darüber hinaus gibt es im östlichen Christentum eine Anzahl von Kirchen und Kapellen, die das gemeinsame Patrozinium von Michael und Gabriel tragen (siehe Michael-und-Gabriel-Kirche).
Gabriel und Michael werden auch zusammen im Koran erwähnt. So heißt es in Sure 2:98: „Wenn einer Gott und seinen Engeln und Gesandten und dem Gabriel und Michael feind ist, so ist (umgekehrt auch) Gott den Ungläubigen feind.“ Gabriel hat nach islamischer Auffassung noch eine größere Bedeutung als Michael, denn er ist nach koranischer Aussage (Sure 2:97) der Überbringer des Korans und Mohammeds besonderer Helfer (Sure 66:4). Auch in der schiitischen Tradition ist das Erzengelpaar wichtig. So wird in dem schiitischen Ziyāra-Buch von Ibn Qulawaih (gest. 979) der sechste Imam Dschaʿfar as-Sādiq mit der Aussage zitiert, dass Gabriel und Michael jede Nacht das Grab von al-Husain ibn ʿAlī in Kerbela besuchen.

### Die Dreier-Gruppe

#### Christentum

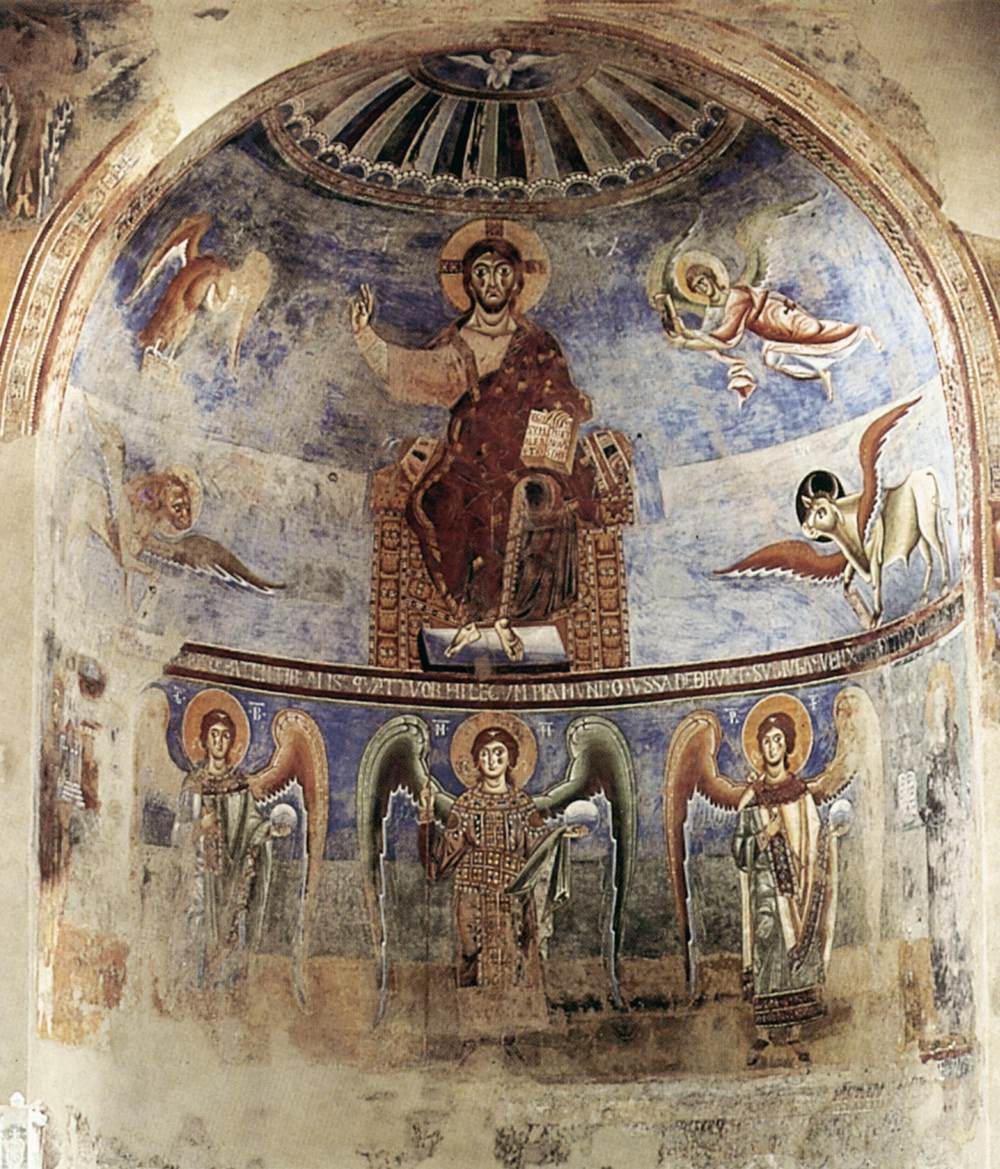
Die drei Erzengel in der Apsis von Sant’Angelo in Formis, darüber der Pantokrator mit den vier Evangelistensymbolen, 11. Jh.

Gregor der Große nennt in seinen Ausführungen über die Erzengel namentlich drei Engel, nämlich Michael, Gabriel und Raphael. Papst Zacharias legte 745 auf einem Konzil in Rom fest, dass die offizielle Lehre der Kirche nur diese drei Engel mit Namen kennt, und verbot die Verehrung anderer außerbiblischer Gestalten als Erzengel. Auch die heutige offizielle Lehre der römisch-katholischen Kirche beschränkt die Erzengel auf diese drei Namen. Der Regionalkalender für das deutsche Sprachgebiet, der gemäß den Bestimmungen der Instruktion über die Neuordnung der Eigenkalender (Instructio de Calendariis Particularibus) vom 24. Juni 1970 erarbeitet wurde, bestimmt den 29. September als den Tag der Erzengel Michael, Gabriel und Raphael.
Die Position der Kirche spiegelt sich auch in der Kunst wider, denn in Italien und im westlichen Europa werden im Mittelalter und in der Renaissance hauptsächlich diese drei Erzengel dargestellt. Die Dreier-Gruppe Michael-Gabriel-Raphael findet sich zum Beispiel im 11. Jahrhundert in der Apsis von Sant’Angelo in Formis sowie auf dem Basler Antependium (zusammen mit Jesus Christus und Benedikt von Nursia). Im späten 15. Jahrhundert entstanden in Italien mehrere Gemälde, in denen Tobias zusammen mit den drei Erzengeln abgebildet ist.

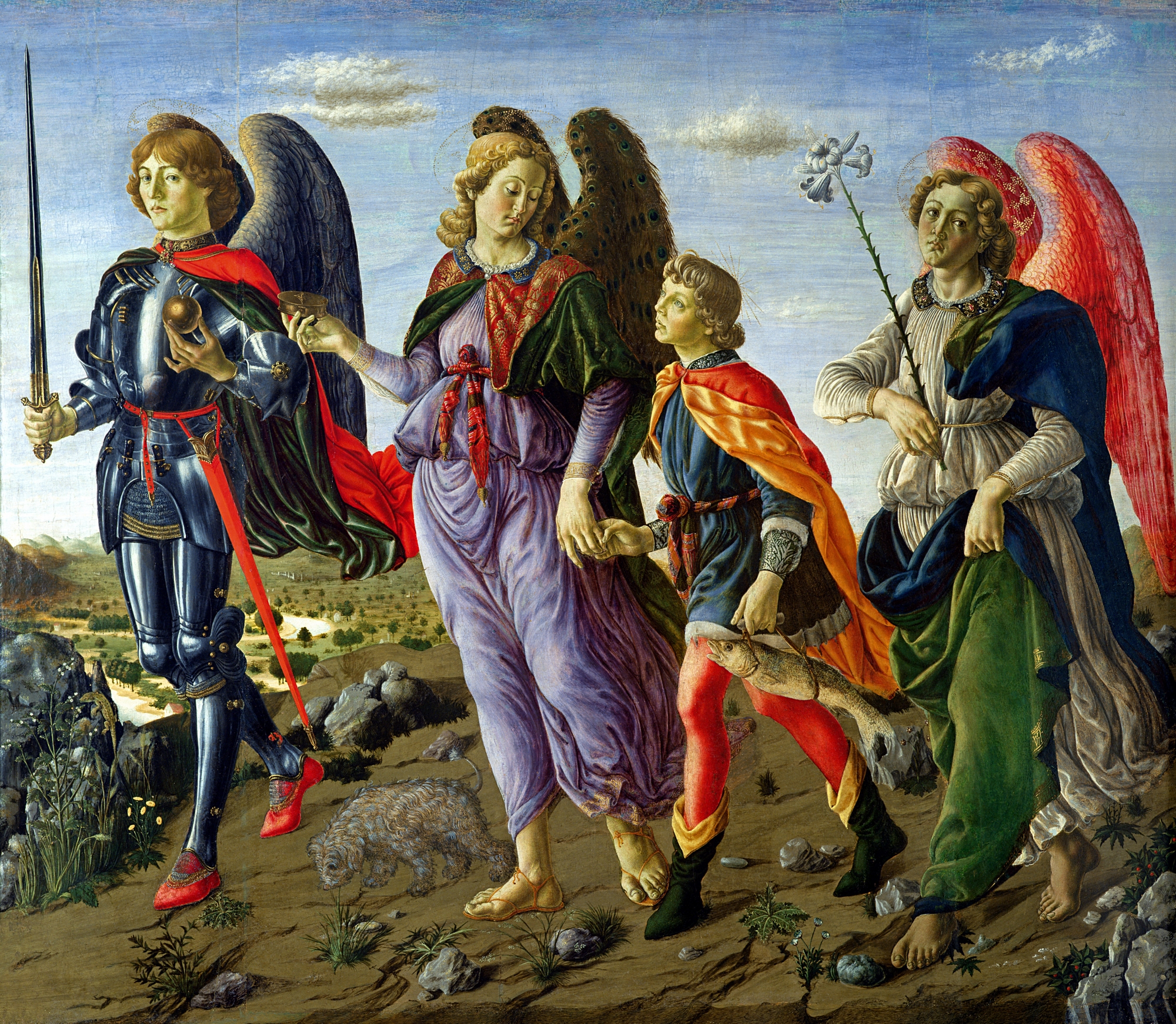
Francesco Botticini, 1470
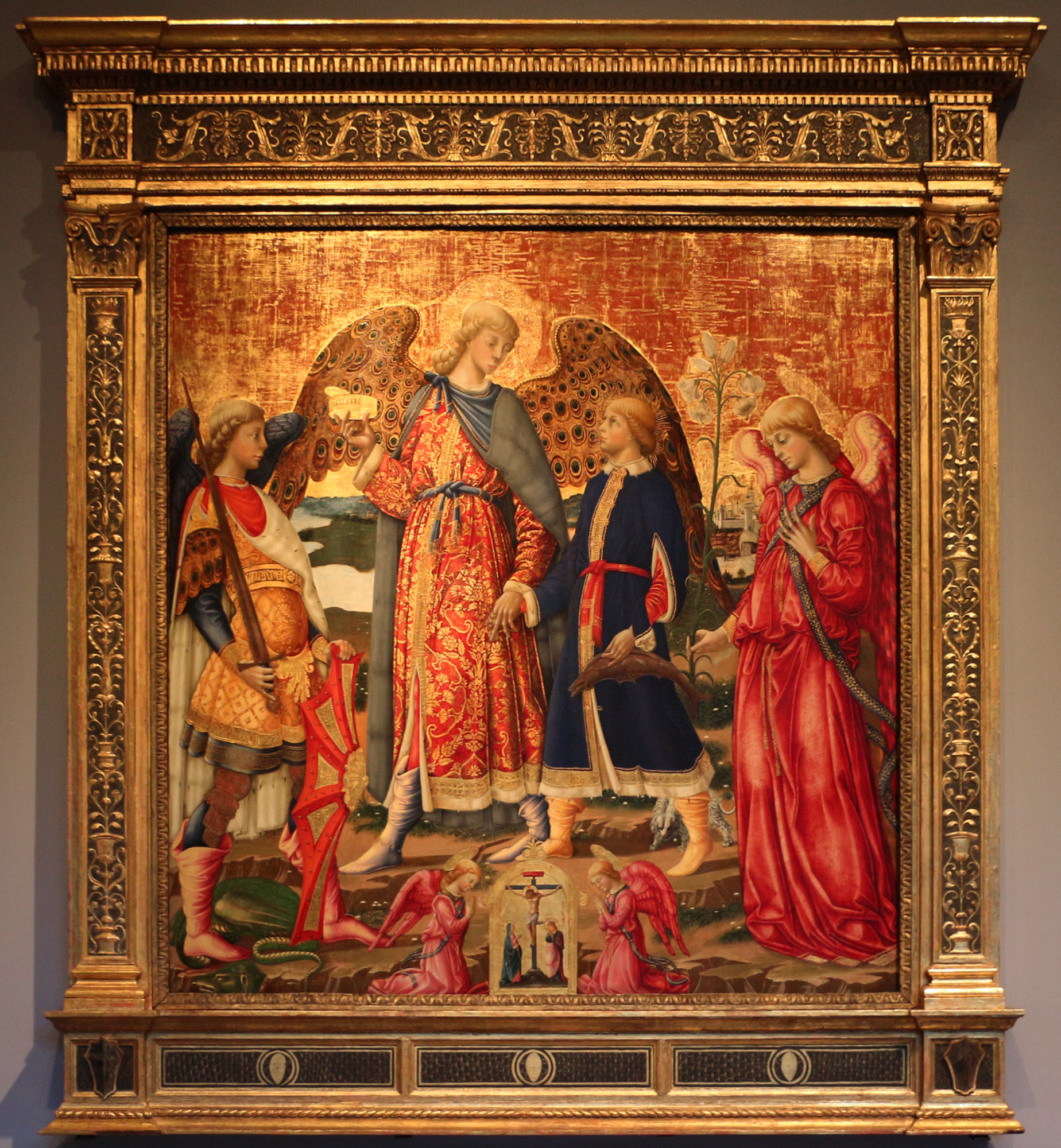
Neri di Bicci, 1471
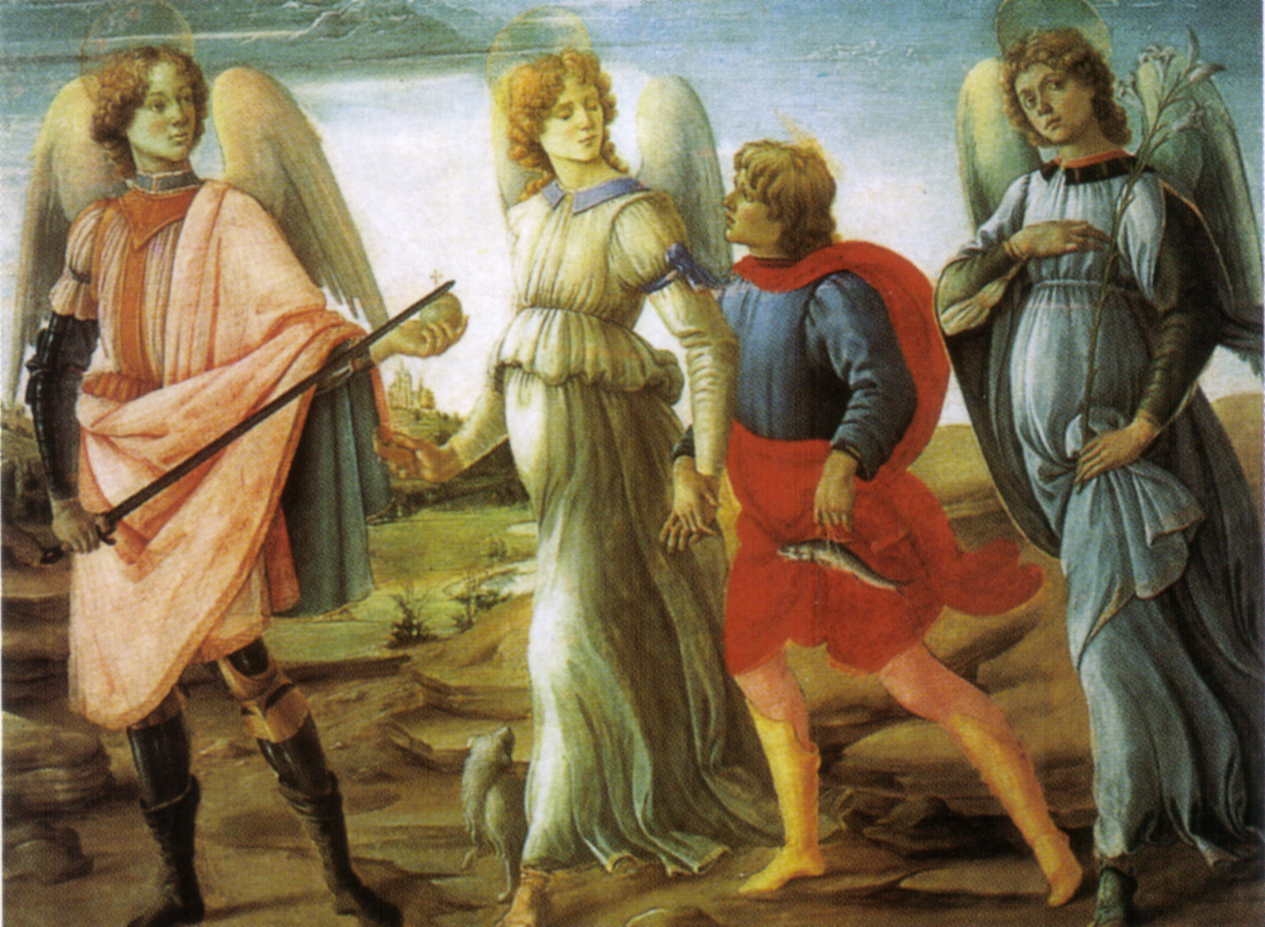
Filippino Lippi, 1485

#### Islam
Auch im Islam gibt es eine Gruppe von drei Erzengeln, allerdings ist hier Raphael durch Isrāfīl ersetzt. Ein Hadith, den Dschalāl ad-Dīn as-Suyūtī (1445–1505) in seinem Engel-Handbuch al-Ḥabāʾik fī aḫbār al-malāʾik anführt, lautet: „Die Geschöpfe, die Gott am nächsten stehen, sind Gabriel, Michael und Isrāfīl. Sie sind eine Reise von 50.000 Jahren von Gott entfernt. Gabriel steht an seiner Rechten, Michael steht auf der anderen Seite und Isrāfīl zwischen ihnen.“
Nach einer Tradition, die al-Qazwīnī (gest. 1283) in seinem kosmographischen Werk „Wunder der Geschöpfe“ (ʿAǧāʾib al-maḫlūqāt) anführt, teilte Aischa bint Abi Bakr einst Kaʿb al-Ahbār mit, dass der Prophet Mohammed häufig Gabriel, Michael und Isrāfīl erwähnt habe, und bat ihn dann, ihr etwas über Isrāfīl berichten, da er im Gegensatz zu den beiden anderen Engeln nicht im Koran genannt wird. Darauf berichtete ihm Kaʿb, dass Isrāfīl ein „Engel von gewaltigem Rang“ mit vier Flügeln sei, dessen Füße unter der Erde des siebten Himmels ständen, während sein Kopf bis zu den Grundpfosten des Throns reiche.

### Die Vierer-Gruppe

#### Christentum
Der erste Text, der die Gruppe der vier Erzengel Michael, Gabriel, Raphael und Uriel erwähnt, ist die apokryphe Schrift Epistula Apostolorum, die wahrscheinlich um die Mitte des 2. Jahrhunderts in Unterägypten in griechischer Sprache abgefasst wurde, aber nur in äthiopischer und koptischer Fassung überliefert ist. Der Text beschreibt, wie sich der Heiland beim Abstieg durch die Himmelssphären unter die vier Erzengel mischt (EpApost 13) und der Jungfrau Maria in Gestalt des Erzengels Gabriel erscheint (EpApost 14).
Michael, Gabriel, Raphael und Uriel wurden vor allem auf dem Gebiet des Byzantinischen Reichs verehrt. Der byzantinische Mönch Georgios Synkellos (gest. 810) bezeichnet sie in seiner Weltchronik als „die vier großen Erzengel“ (οἱ τέσσαρες μεγάλοι ἀρχάγγελοι). Isidor von Sevilla gibt in seinen Etymologiae Erklärungen zur Bedeutung der Namen der vier Erzengel. Gabriel, auf Hebräisch die „Kraft Gottes“, werde dann ausgesandt, wenn die göttliche Kraft und Macht manifestiert werde, wie bei der Verkündigung des Herrn. Michael, was „Wer ist wie Gott?“ bedeute, werde ausgesandt, wenn jemand auf der Welt von bewundernswerter Tugend geboren werde. Raphael bedeute „Medizin Gottes“; dieser Erzengel werde ausgesandt, wo immer ein Heilungswerk geleistet werden müsse. So habe er auch die Blindheit von Tobias’ Vater geheilt. Uriel schließlich bedeute „Feuer Gottes“, so wie das Feuer im Brennenden Dornbusch erschienen sei.
Die vier Erzengel werden in der byzantinischen Kunst auch schon früh bildlich dargestellt. So erscheinen sie in dem reichen malerischen Dekor des sogenannten „Erzengelgrabs“ von Sofia, das aus dem frühen 5. Jahrhundert stammt. Die vier Gewölbeecken enthalten jeweils einen Viertelkreis mit dem Brustbild eines geflügelten Erzengels, wobei die einzelnen Bilder mit den Namen der Erzengel beschriftet sind. Innerhalb des Bildprogramms der mittelbyzantinischen Zeit werden sie vorzugsweise dem Pantokratorbild im Kuppelbereich beigegeben. Beispiele dafür sind die Kuppel der Martorana-Kirche in Palermo (beschriftet) und die Zeno-Kapelle der Basilika Santa Prassede in Rom (unbeschriftet). In der Apsis der Kathedrale von Cefalù flankieren die vier Erzengel dagegen Maria.

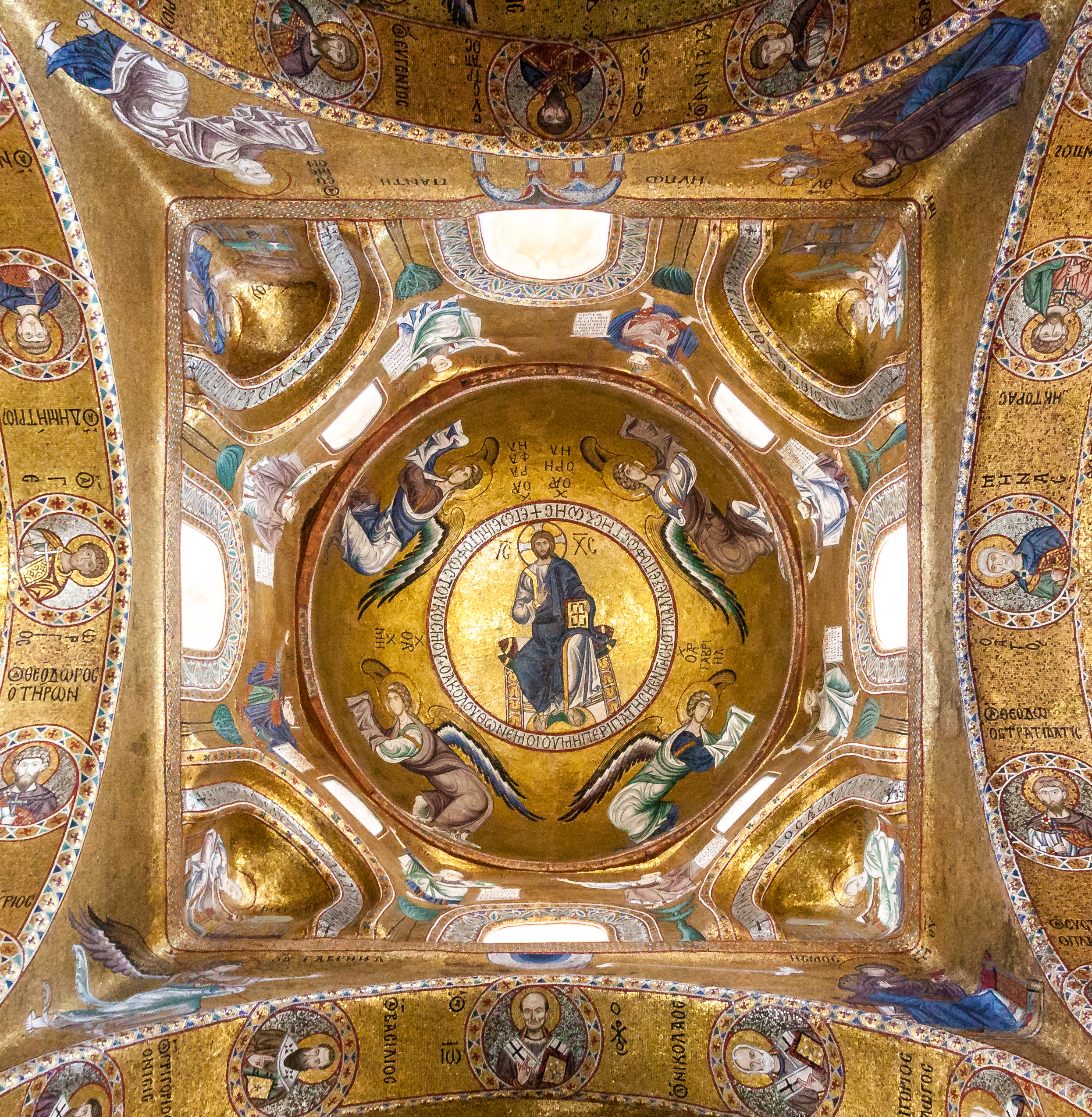
Kuppel der Martorana-Kirche in Palermo
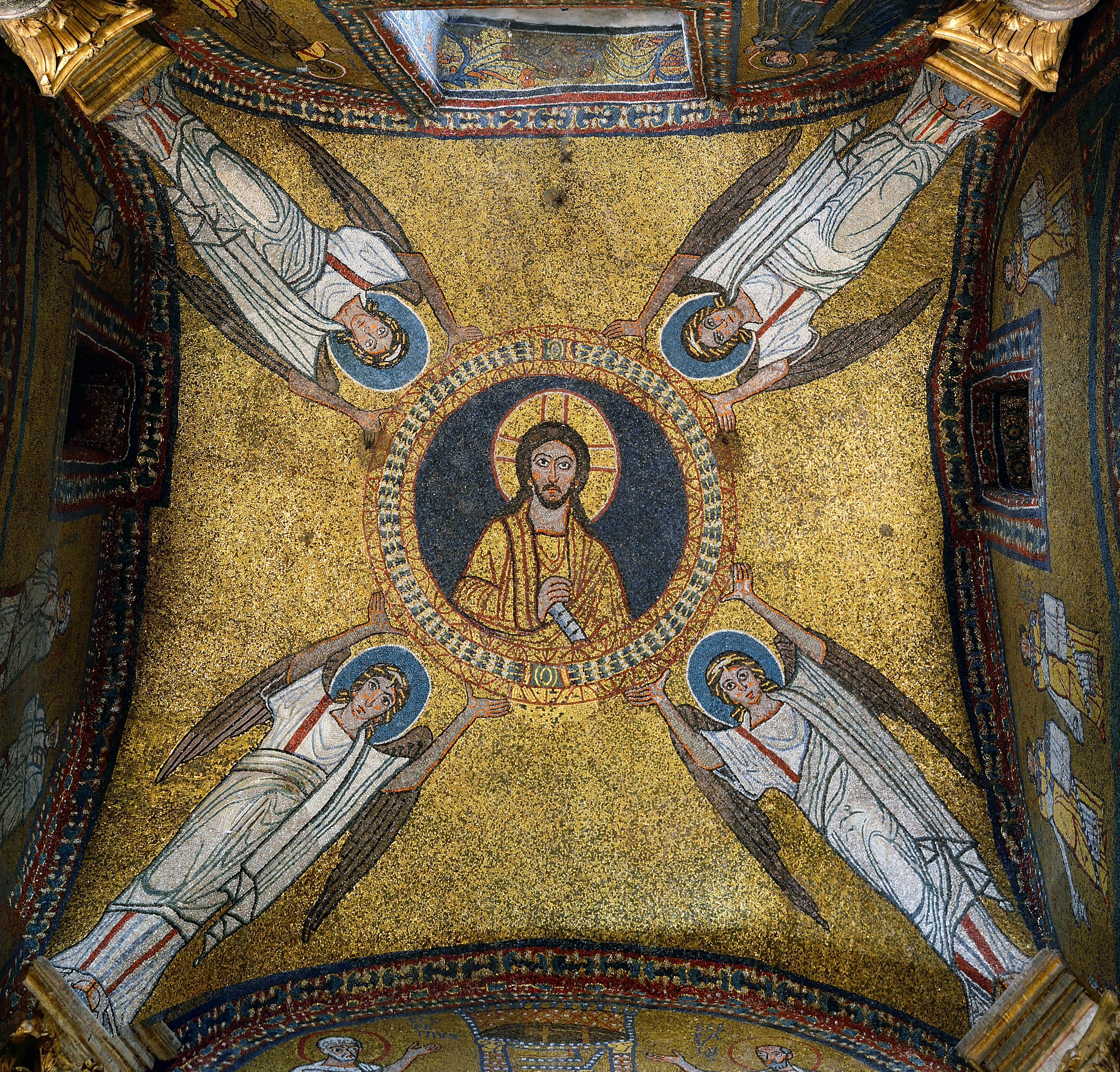
Zeno-Kapelle von Santa Prassede
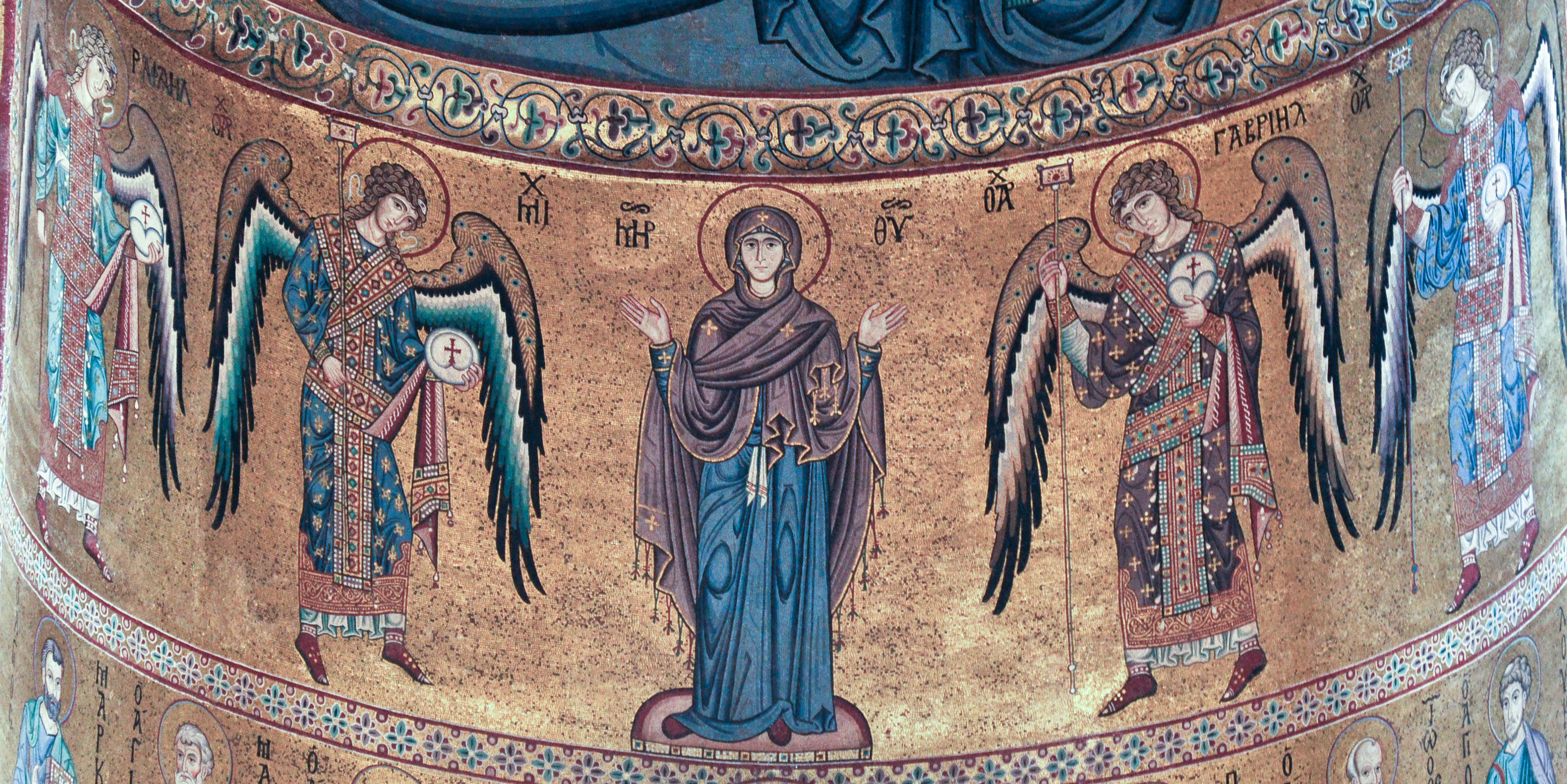
Apsis der Kathedrale von Cefalù

Die Vierzahl der Erzengel legte weitere Zuordnungen nahe. So hat Rudolf Steiner den Jahreslauf mit den vier Jahreszeiten als „Miteinanderwirken der vier Erzengelwesen“ interpretiert. Michael entspricht dabei dem Herbst (mit dem Michaelistag am 29. September als speziellem Gedenktag), Gabriel dem Winter mit dem Weihnachtsfest, Raphael dem Frühling mit dem Osterfest, und Uriel dem Sommer mit dem Johannisfest. Eine etwas andere Zuordnung hat Uwe Wolff vorgeschlagen: Für ihn entspricht Gabriel dem Frühling, Raphael dem Sommer, Michael dem Herbst und Uriel dem Winter.

#### Judentum
Die Gruppe der vier Erzengel Michael, Gabriel, Raphael und Uriel spielt auch im Judentum eine wichtige Rolle. Sie kommt bereits in verschiedenen Textversionen des Ersten Henochbuchs (1 Hen. 9,1) und in der griechischen Apokalypse des Mose vor, die auf die Zeit zwischen dem späten 1. und frühen 2. Jahrhundert n. Chr. datiert wird. In der Apokalypse des Mose wird erzählt, wie Gott den vier Engeln den Auftrag erteilt, den Leichnam Adams zu begraben. Der Erzengel-Titel bleibt in diesem Text allerdings allein Michael vorbehalten.
Nach der späteren rabbinischen Tradition umgeben die vier großen Engel zusammen mit den von ihnen befehligten Engelscharen den Thron Gottes. In den Pirqe de Rabbi Eliezer, einem Midrasch-artigen Text, der wahrscheinlich im 8. oder 9. Jahrhundert in Palästina entstanden ist, heißt es:

„Vier Klassen von dienenden Engeln dienen dem Heiligen Einen – gesegnet sei Er – und sprechen sein Lobpreis: das erste Lager, angeführt von Michael, zu seiner Rechten, das zweite Lager, angeführt von Gabriel, zu seiner Linken, das dritte Lager, angeführt von Uriel, vor ihm, und das vierte Lager, angeführt von Raphael, hinter ihm. Die Schechina des Heiligen Einen aber – gesegnet sei Er – befindet sich in der Mitte. Er sitzt auf einem Thron hoch und erhaben.“

Und der Midrasch Bemidbar Rabba, ein Midrasch zum 4. Buch Mose, der im 13. Jahrhundert kompiliert wurde, setzt die vier Engel zu den vier Himmelsrichtungen in Beziehung: „So wie Gott die vier Himmelsgegenden geschaffen hat und dementsprechend auch die vier Fahnen, so hat er auch seine Thora mit vier Königen umgeben, mit Michael, Gabriel, Uriel und Raphael.“ Auch wird eine Beziehung zur Lagerordnung der israelitischen Stämme, wie sie in 4. Mose 2  beschrieben wird, hergestellt. So heißt es, dass Michael dem Stamm Ruben entspreche und zu seiner Rechten stehe, Uriel, der dem Stamm Dan entspreche, zu seiner Linken, Gabriel, der Juda, Mose und Aaron entspreche, vor ihm und Raphael, der dem Stamm Ephraim entspreche, hinter ihm. Wie der Vergleich der beiden Texte zeigt, war die Anordnung der vier Engel nicht klar festgelegt.

#### Islam

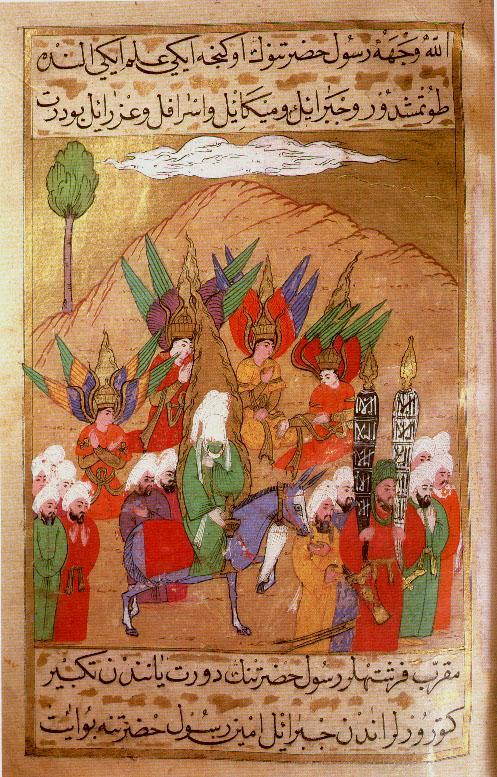
Mohammed in Begleitung der vier Erzengel Gabriel, Michael, Isrāfīl und ʿIzrā'īl. Türkisches Siyer-i-Nebi-Werk, 1595

Die islamische Tradition kennt ebenfalls eine Gruppe von vier Erzengeln. Sie werden in arabischen Texten als „Anführer der Engel“ (ruʾūs al-malāʾika) bzw. „nahegestellte Engel“ (malāʾika muqarrabūn) bezeichnet. So wird Dschalāl ad-Dīn as-Suyūtī mit der Aussage zitiert: „Gabriel, Michael, Isrāfīl und der Todesengel sind unbestritten die Anführer und Hochstehenden der Engel.“ As-Suyūtī selbst behandelt diese vier Erzengel in seinem Engel-Handbuch unter der Überschrift „Die vier Anführer der Engel, die die Angelegenheit der Welt leiten“ (ruʾūs al-malāʾika al-arbaʿa allaḏīna yudabbirūna amr ad-dunyā) und führt mehrere Überlieferungen zu ihnen an. Eine dieser Überlieferungen, die as-Suyūtī im Namen eines gewissen Ibn Sābit anführt, lautet:

„Vier leiten die Angelegenheit dieser Welt: Gabriel, Michael, der Todesengel und Isrāfīl. Gabriel ist für die Winde und Heere verantwortlich, Michael für den Regen und die Pflanzen, der Todesengel für das Sterbenlassen und Isrāfīl für die Herabsendung der Befehle zu ihnen (d. h. den Menschen).“

Für den Todesengel wird in der islamischen Tradition auch der Name ʿIzrā'īl bzw. türkisch Azrâil (im deutschen oft auch als Azrael oder Asrael bezeichnet) verwendet. Der persische Gelehrte Al-Qazwīnī (gest. 1283), der die vier Erzengel in seiner Kosmographie ʿAǧāʾib al-maḫlūqāt wa-ġarāʾib al-mauǧūdāt („Wunder der Geschöpfe und Seltsamkeiten der existierenden Dinge“) behandelt, charakterisiert sie folgendermaßen:
- Isrāfīl: Er übermittelt die Befehle Gottes, bläst die Geister in die Körper ein und ist der Engel des Jüngsten Gerichts,
- Dschibrīl (= Gabriel): Er ist der mit der Offenbarung Betraute und der Bewahrer der Heiligkeit und wird auch Heiliger Geist genannt.
- Mīkā'īl (= Michael): Er ist damit betraut, die Körper mit dem Lebensnotwendigen und die Seelen mit Weisheit und Erkenntnis zu versorgen.
- ʿIzrā'īl: Er ist der, welcher die Bewegungen zur Ruhe bringt und die Geister von den Körpern trennt.[42]

In einem osmanisch-türkischen Siyer-i-Nebi-Werk von 1595 wird Mohammed in Begleitung der vier Erzengel bildlich dargestellt (siehe Abbildung), wobei ihre Namen (Gabriel, Michael, Isrāfīl und ʿIzrā'īl) in dem begleitenden osmanisch-türkischen Text explizit genannt werden. Als Gegenstück zum Begriff „Erzengel“ erscheint hier der türkische Ausdruck muqarrab firišteler („nahegestellte Engel“). Er ist die türkische Übersetzung des gleichbedeutenden arabischen Ausdrucks malāʾika muqarrabūn, der auch im Koran (Sure 4:172) vorkommt.
Nach einer anderen, sehr verbreiteten Überlieferung bilden die drei Erzengel Gabriel, Michael und Isrāfīl mit al-Chidr eine Vierer-Gruppe. Sie sollen regelmäßig bei der Wallfahrt am 9. Dhū l-Hiddscha zusammentreffen und vier Sprüche aufsagen. Nach einem Hadith, der in verschiedenen Werken überliefert wird, lässt Gott jeden, der diese Sprüche aufsagt, von vier Engeln beschützen. Er soll vor jedem Schaden, Gebrechen, Feind, Frevler und Neider geschützt sein.

### Die Siebener-Gruppe

#### Judentum
Die Gruppe der sieben Erzengel (Uriel, Raphael, Raguel, Michael, Sariel, Gabriel und Remiel) kommt zum ersten Mal im zwanzigsten Abschnitt des Ersten Henochbuchs vor. Diese Siebenzahl geht auf eine Stelle im Buch Tobit zurück, wo Raphael dem Tobias und seinem Vater mitteilt, er sei „einer von den sieben heiligen Engeln, die das Gebet der Heiligen emportragen und mit ihm vor die Majestät des heiligen Gottes treten.“ Johannes Michl sieht in Einrichtungen am Persischen Hof (Esr 7,14 ; Est 1,14) das Vorbild für diese Siebenzahl. Auch die aus Ahura Mazda und den sechs Ameša Spentas bestehende Heptade der zoroastrischen Religion wurde als Vorbild diskutiert.

#### Christentum

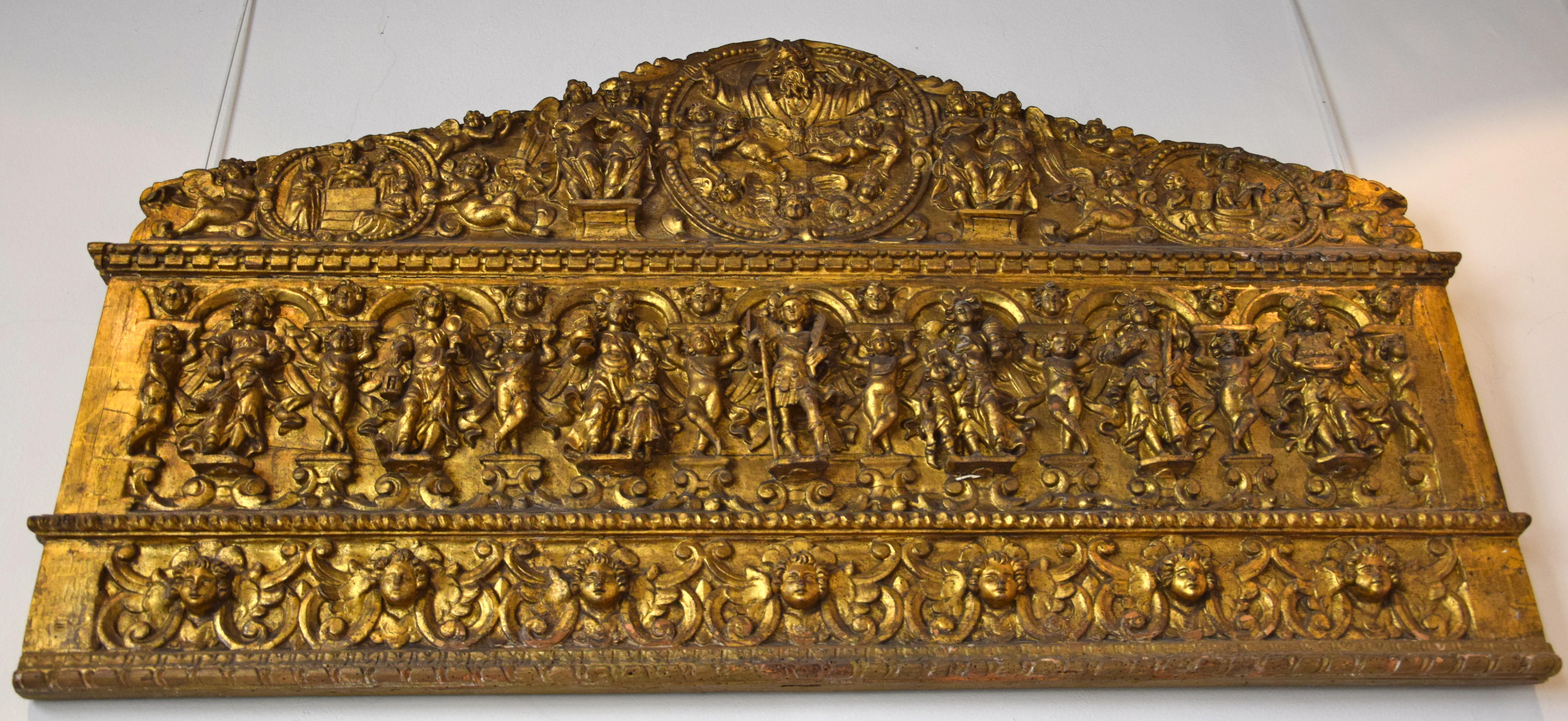
Das Altarretabel im Musée de la Chartreuse in Douai, 1540–1560, eine der frühesten Darstellungen der sieben Erzengel.

Einer der frühesten christlichen Texte, in dem sieben Erzengel erscheinen, ist das koptische „Buch der Einsetzung des Erzengels Gabriel“, das nach dem 6. Jahrhundert entstanden ist. Dieses berichtet, wie Gott nach den Erzengeln Michael und Gabriel die fünf Erzengel Raphael, Suriel, Zedekiel, Zalathiel und Anael einsetzt.
Obwohl die katholische Kirche nur drei Erzengel anerkannt und Gebete, in denen andere Engel erwähnt werden, verurteilt hat, sind nichtkanonische Erzengel auch im westlichen Teil Europas weiter verehrt worden. Ein kurzer Text, der in der Erzbischöflichen Diözesan- und Dombibliothek in Köln (Codex 174) aufbewahrt wird und aus der Zeit vor Ende des achten Jahrhunderts stammt, nennt die folgenden sieben Erzengel: Gabriel, Michael, Raphael, Uriel, Raguel, Barachiel und Pantasaron. Der Text, der mit Nomina archangelorum („Die Namen der Erzengel“) überschrieben ist, erklärt, in welchen Situationen man jeweils der einzelnen Erzengel gedenken solle: Wenn es donnere, solle man an Gabriel denken, dann könne einem der Donner nicht schaden; wenn man die Hände hebe und an Michael denke, werde man einen erfreulichen Tag haben; wenn man im Kampf gegen Gegner stehe, solle man Uriels gedenken, dann werde man siegen; wenn man Brot und Trank zu sich nehme, solle man an Raphael denken, dann habe man immer Überfluss; Raguels solle man gedenken, wenn man unterwegs sei; Barachiels, wenn man vor einem mächtigen Richter stehe, dann werde man alles erklären können; und das Gedenken an Pantasaron bringe große Freude mit allen, wenn man sich bei einem Gastmahl befinde. Der Text war im Mittelalter sehr einflussreich, was sich daran ersehen lässt, dass die sieben darin genannten Erzengel und ihre Eigenschaften ab dem 12. Jahrhundert auch in mehreren anderen lateinischen, mittelhochdeutschen und englischen Texten erwähnt werden.
Gruppen von sieben Erzengeln mit differierenden Namen erscheinen auch in vielen mittelalterlichen Zaubergebeten mit apotropäischer Funktion aus dem angelsächsischen Raum und aus Irland. Ein Beispiel ist das irische Gebet an die Erzengel für jeden Tag der Woche, das in zwei Handschriften aus dem 15. Jahrhundert erhalten ist. Gabriel, der gegen Übel und Schaden angerufen wird, ist dabei dem Sonntag zugeordnet, Michael, der mit Jesus verglichen wird, dem Montag, Raphael, der bei der Arbeit helfen soll, dem Dienstag, Uriel, machtvoll gegen Verwundung, Gefahr und rauen Wind, dem Mittwoch, Sariel, der gegen die Wellen der See und Krankheit hilft, dem Donnerstag, Rumiel, ein Segen, dem Freitag und Panchiel, der vor Fremden schützt, dem Samstag.
Einen neuen Impuls erhielt die Verehrung der sieben Erzengel um die Mitte des 15. Jahrhunderts mit der Veröffentlichung der Apocalipsis nova des Franziskaners Amadeus von Portugal, auch bekannt unter dem Namen Johannes Menesius de Silva (1431–1482). Das Buch enthielt die Offenbarungen, die Amadeus angeblich von dem Erzengel Gabriel erhalten hatte, als er sich in einer Höhle am Gianicolo in Rom aufgehalten hatte. Gabriel soll Amadeus dabei auch die Namen der sieben Erzengel enthüllt haben, nämlich: Michael, Gabriel, Raphael, Uriel, Barachiel, Sealtiel und Jehudiel. Die katholischen Monarchen der Habsburg-Dynastie erklärten diese Erzengel zu den heiligen Wächtern ihrer neuen Herrschaftsgebiete in Lateinamerika. Die wunderhafte Entdeckung eines Freskos mit den sieben Erzengeln in einer Kirchenruine in Palermo im Jahre 1516 sollte den neuen Engelskult legitimieren. Als Förderer der Verehrung der sieben Erzengel trat der sizilianische Priester Antonio Lo Duca auf, der 1562 ein Memorandum an Papst Pius IV. verfasste und bei diesem die Errichtung der Kirche Santa Maria degli Angeli in Rom erreichte. In der Kirche war ein Bild mit Maria und den sieben Erzengeln angebracht. Die Namen der Erzengel von Uriel, Barachiel, Sealtiel und Jehudiel mussten allerdings später wieder getilgt werden.
Eine der frühesten Darstellungen der sieben Erzengel findet sich auf dem Retabel im Musée de la Chartreuse in Douai, einer italienischen Arbeit aus der Zeit zwischen 1540 und 1560. In der Folgezeit verbreitete sich der Kult der sieben Erzengel Michael, Gabriel, Raphael, Uriel, Barachiel, Sealtiel und Jehudiel auch in zahlreiche andere Gebiete, wie niederländische Stiche, russische Ikonen und philippinische Altarretabel bezeugen.

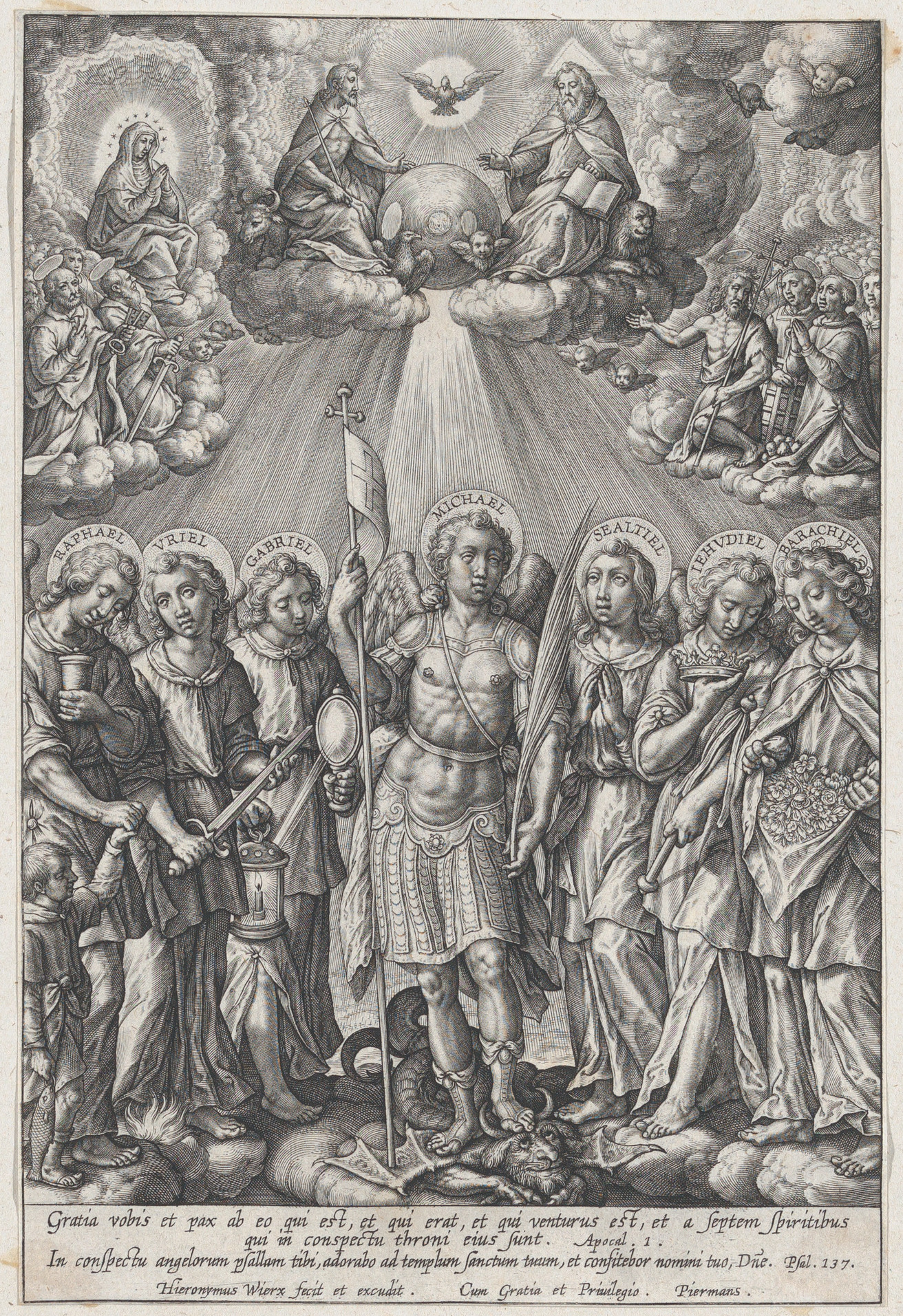
Kupferstich von Hieronymus Wierix (1553–1619)
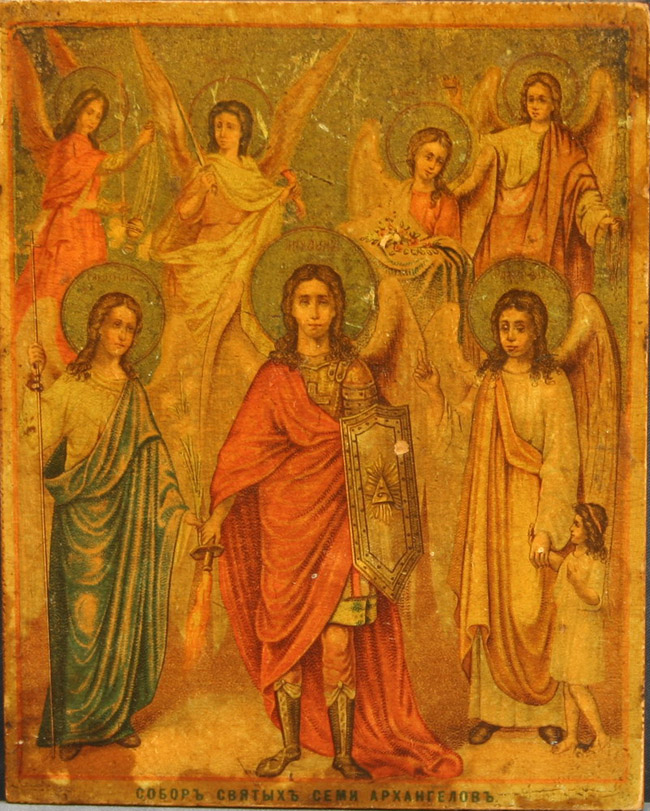
Russische Ikone, 19. Jahrhundert
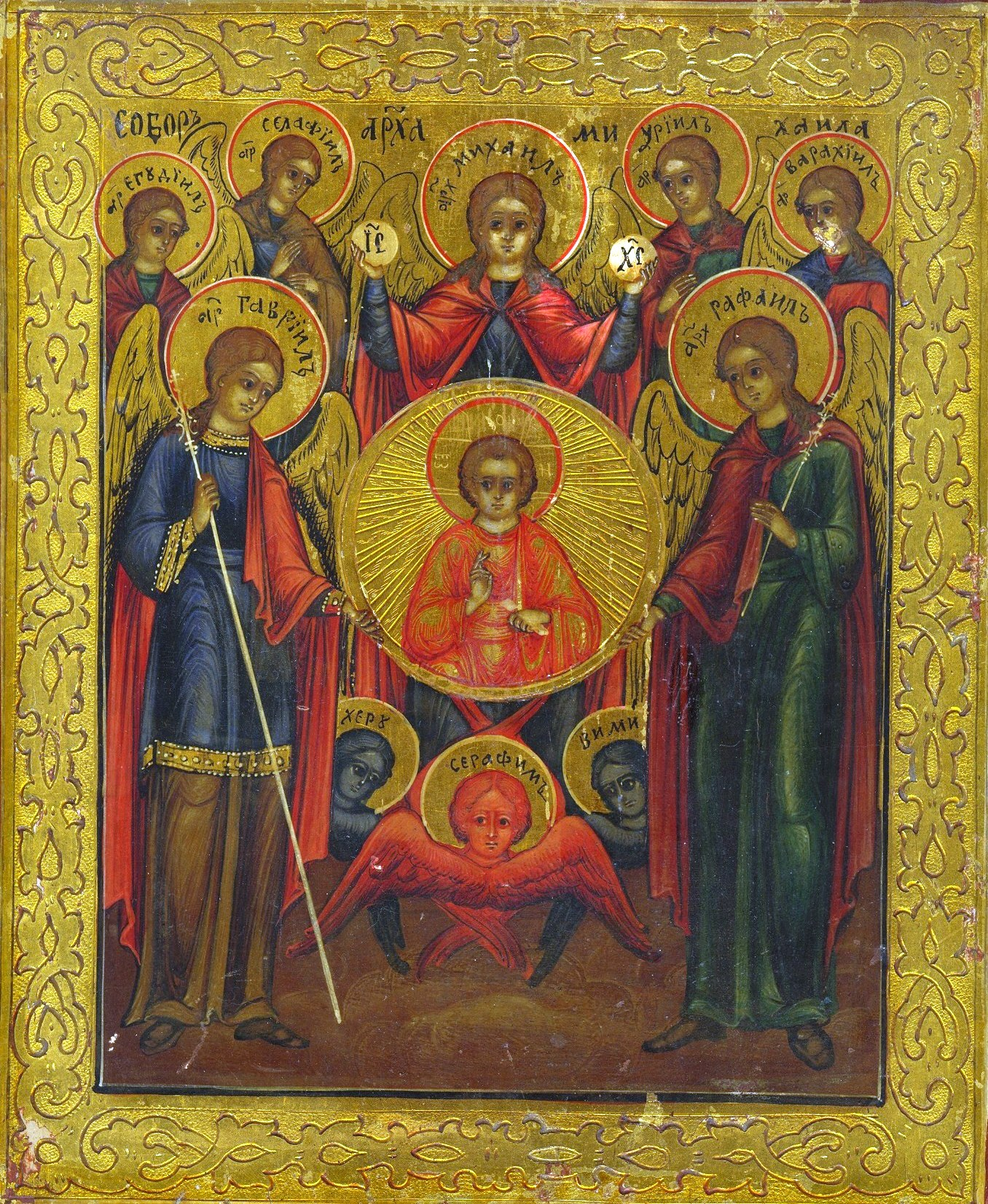
Russische Ikone, 19. Jh. (7 Erzengel mit Cherubim und Seraphim)
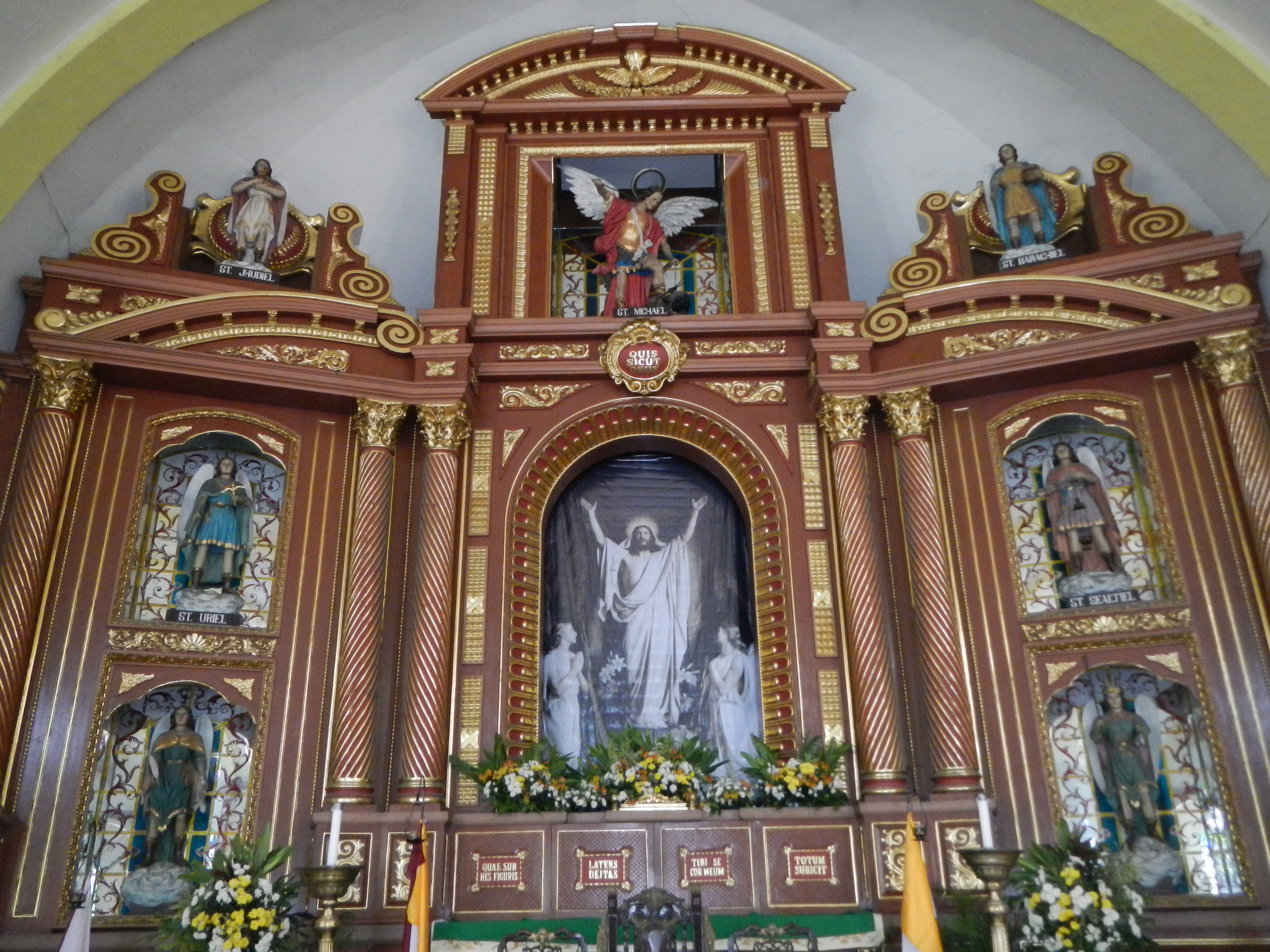
San Miguel-Kirche in Manila
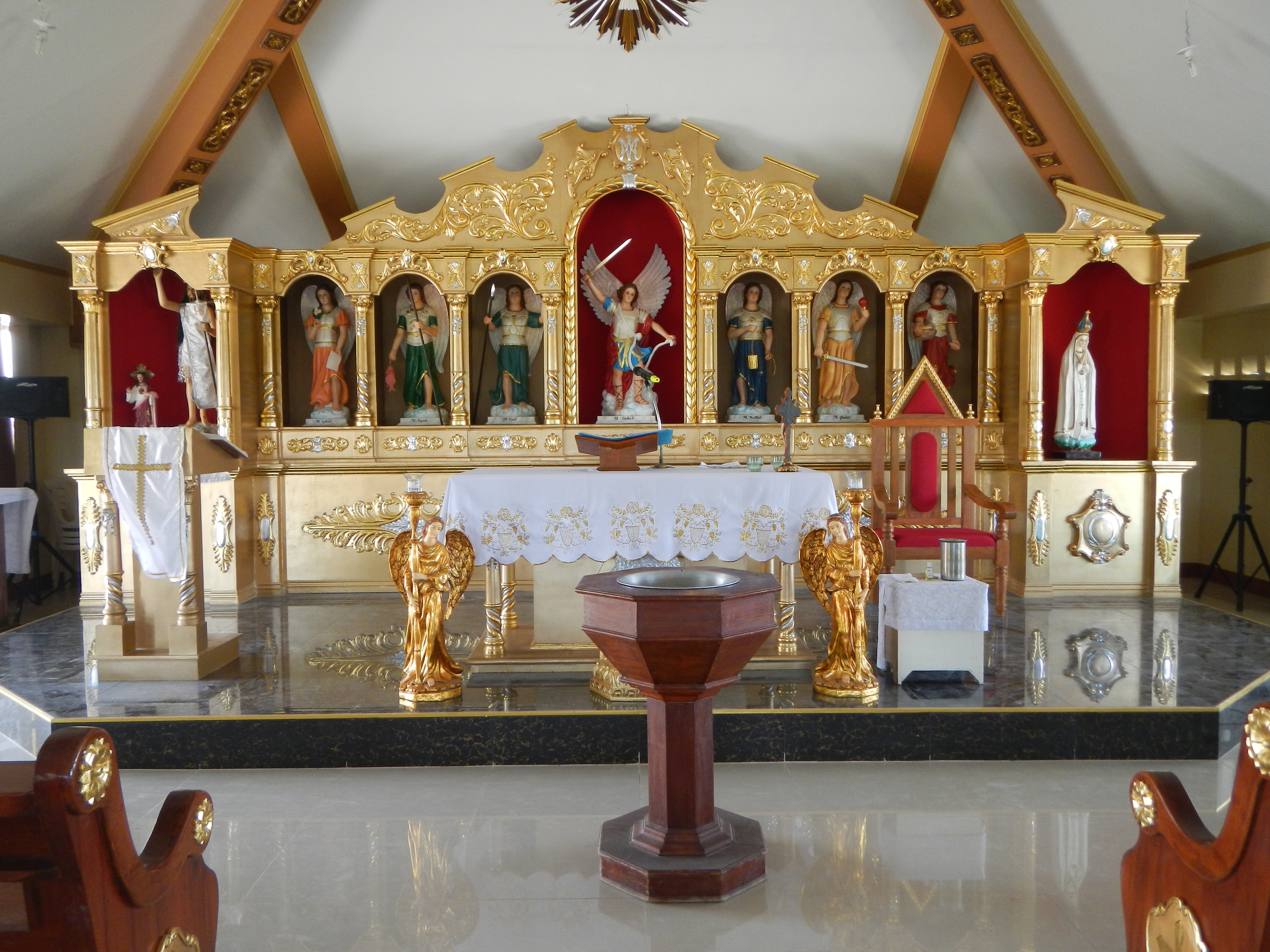
Engelskirche in San José, Plaridel

#### Islam
Eine Gruppe von sieben Engeln mit Namen, die auf -īl enden, wird auch in al-Qazwīnīs Kosmographie „Die Wunder der Geschöpfe“ erwähnt. Al-Qazwīnī bezeichnet diese Gruppe als „die Engel der sieben Himmel“ (malāʾikat as-samāʾ as-sabʿ). Nach einer Aussage, die er auf den frühislamischen Gelehrten Kaʿb al-Ahbār zurückführt, sind diese Engel fortwährend mit dem Lobpreis Gottes und der Bezeugung der Einzigartigkeit Gottes beschäftigt, im Stehen und Sitzen, bei der Verbeugung und Niederwerfung, bis zum Tag der Auferstehung. Nach einer anderen Überlieferung, die al-Qazwīnī nach ʿAbdallāh ibn ʿAbbās anführt, sind die sieben Engel die Vorsteher der Engelsscharen der sieben Himmel, die unterschiedliche Gestalt haben:
1. Ismāʿīl steht den Engeln des Himmels über der Erde vor, die die Gestalt von Rindern haben
2. Mīchā'īl steht den Engeln des zweiten Himmels vor, die Gestalt von Adlern haben
3. Saʿdiyā'īl steht den Engeln des dritten Himmels vor, die die Gestalt von Geiern haben
4. Salsā'īl steht den Engeln des vierten Himmels vor, die die Gestalt von Pferden haben
5. Kalkā'īl steht den Engeln des fünften Himmels vor, die die Gestalt von Huris haben
6. Samhā'īl steht den Engeln des sechsten Himmels vor, die die Gestalt von Kindern haben
7. Rūbā'īl steht den Engeln des siebten Himmels vor, die die Gestalt von erwachsenen Menschen haben.[59]

Die Namen der Engel variieren in den verschiedenen Handschriften der Kosmographie al-Qazwīnīs. In einer osmanisch-türkischen Version von al-Qazwīnīs Kosmographie, die im 17. Jahrhundert für den osmanischen Wesir Murtaza Pascha angefertigt wurde, wird erklärt, dass die Engel der verschiedenen Himmel unterschiedliche Sprachen sprechen und sich gegenseitig nicht verstehen können. Die Sprache der Engel des siebten Himmels sei Arabisch. Der Vorsteher der Engel des sechsten Himmels heißt hier nicht Samhā'īl, sondern Schamchā'īl. Eine illustriere Handschrift dieser osmanisch-türkischen Version von al-Qazwīnīs Werk, die 1717 von Muhammad ibn Muhammad Schākir Rūzmah-i Nāthānī hergestellt wurde und heute im Walters Art Museum liegt, enthält Darstellungen von den sieben Engeln mit ihren unterschiedlichen Gestalten:

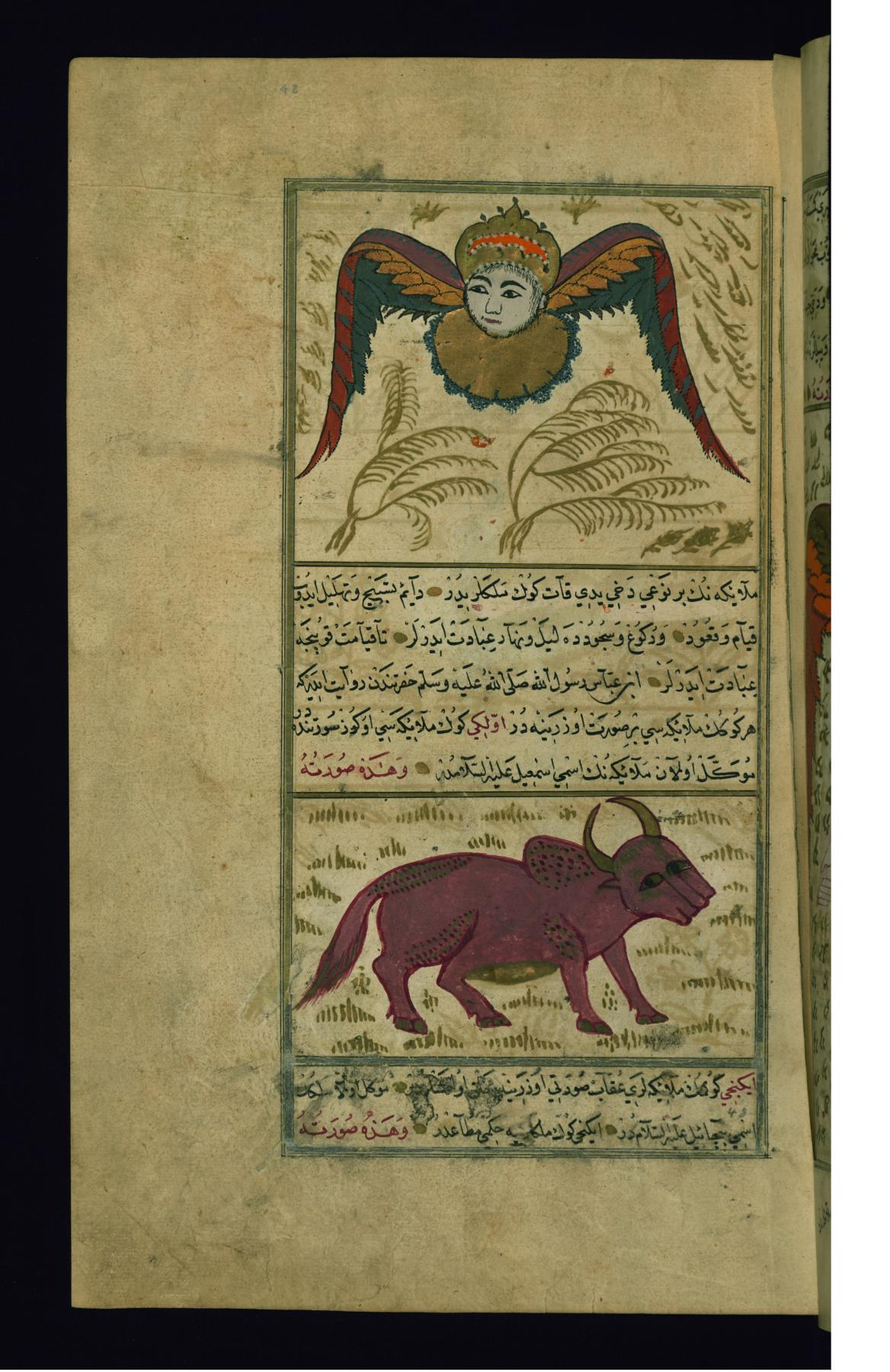
Ismāʿīl (unten)
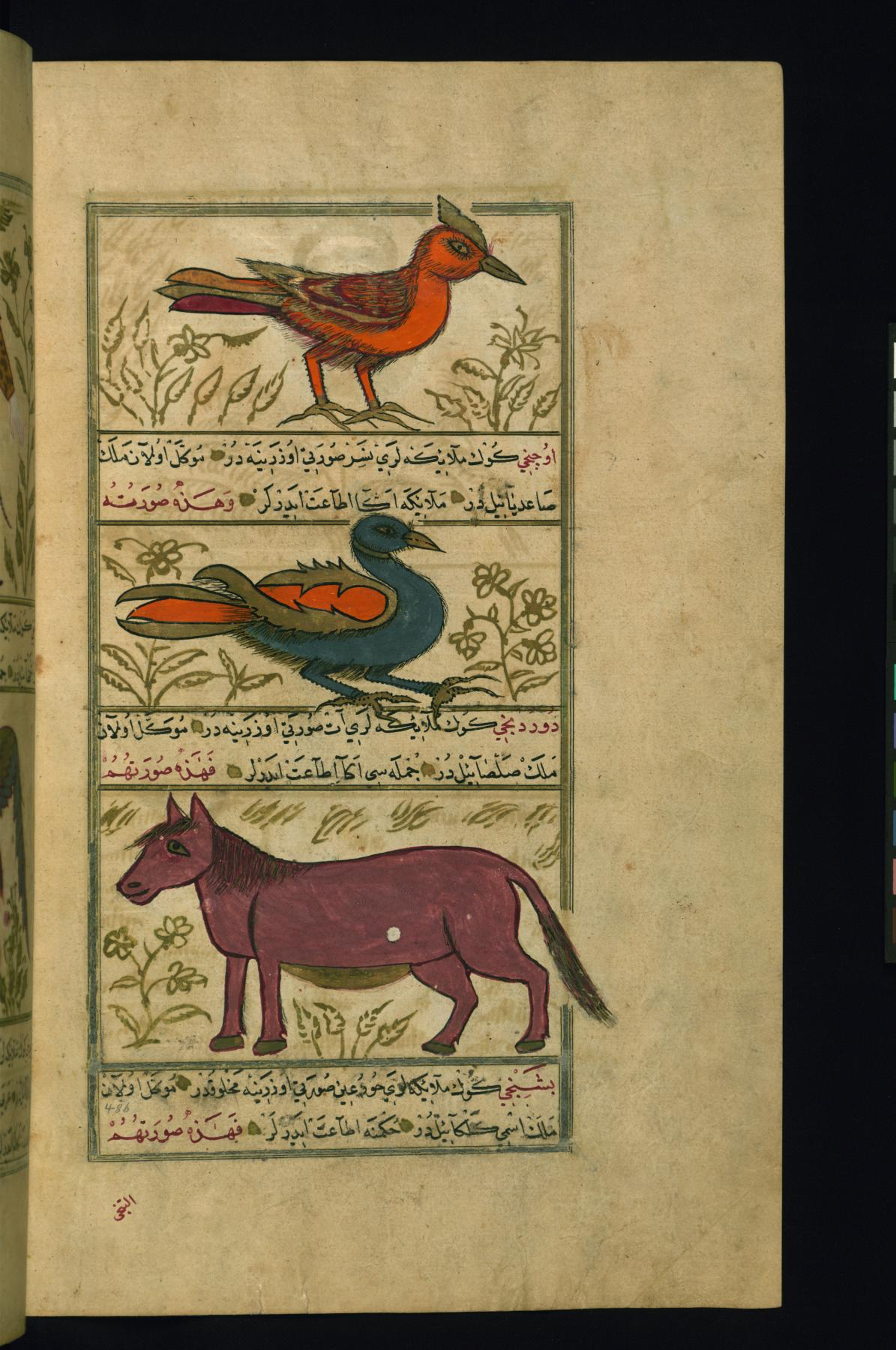
Mīchā'īl, Saʿdiyā'īl und Salsā'īl
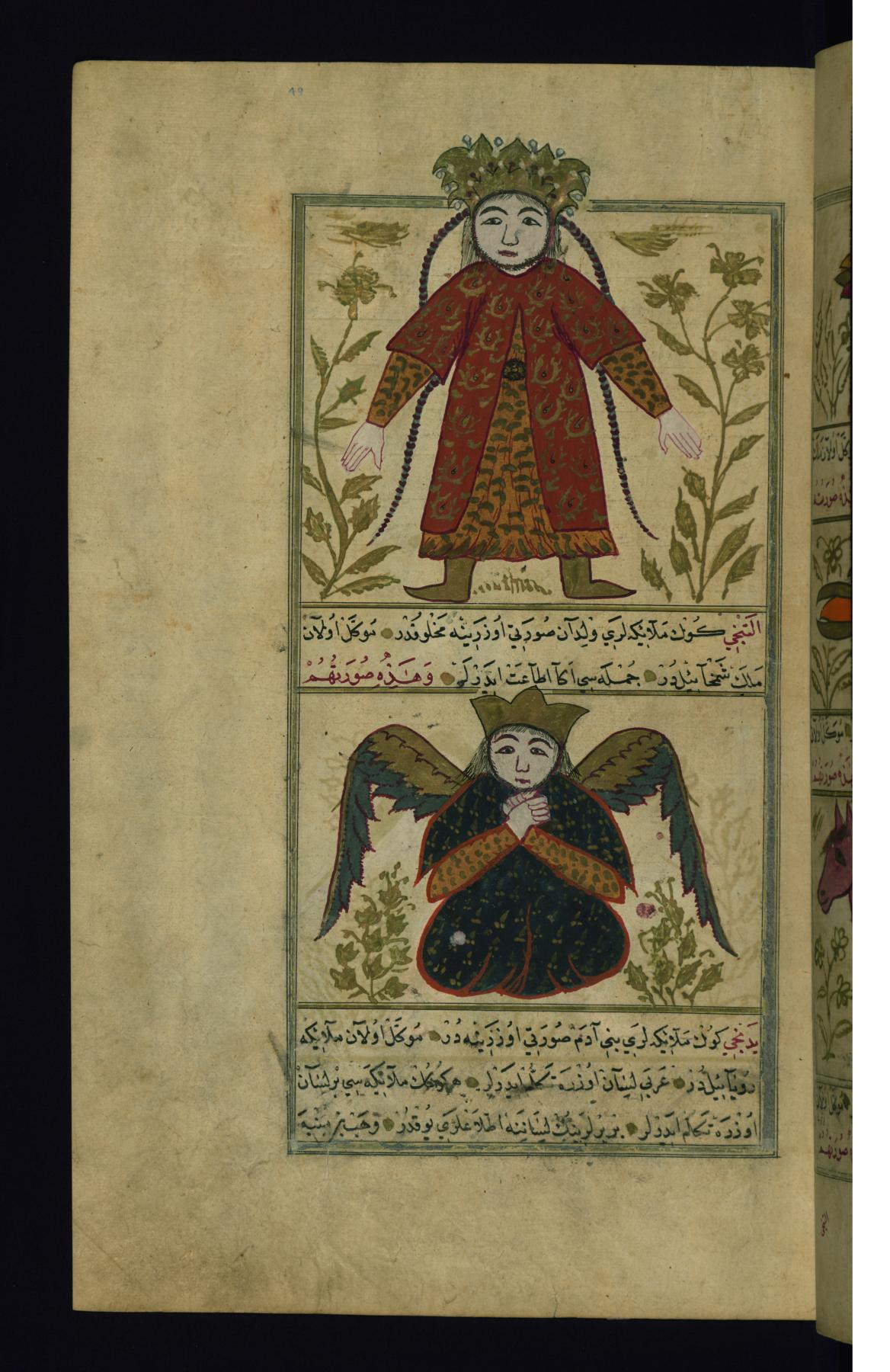
Kalkā'īl und Samhā'īl
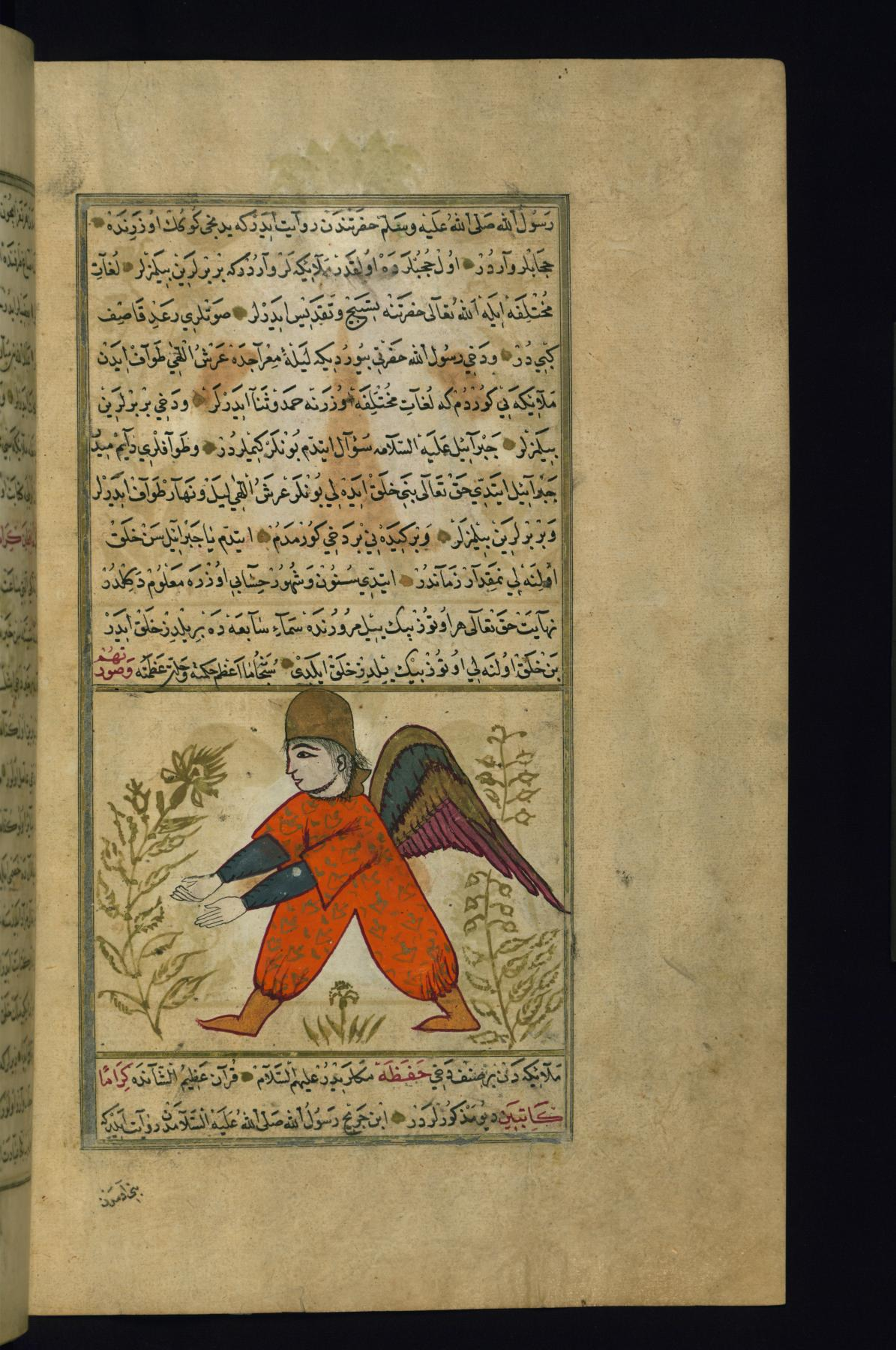
Rūbā'īl

#### Jesiden und Ahl-e Haqq
Eine Gruppe von sieben Erzengeln besteht auch bei den Jesiden und Ahl-e Haqq, zwei Religionsgemeinschaften des Vorderen Orients, die Elemente vorislamischer iranischen Religionen und des mystischen Islams aufgenommen und miteinander verwoben haben. Die Jesiden glauben, dass Gott am Anfang der Zeiten sieben Engel erschuf, von denen vier mit den vier Erzengeln des Islams identisch sind:
- am Sonntag erschuf er ʿEzrā'īl, der mit Melek Taus identisch und der größte von allen Engeln ist.
- am Montag erschuf er Derda'īl,
- am Dienstag erschuf er Isrāfīl,
- am Mittwoch erschuf er Mīkā'īl,
- am Donnerstag erschuf er Dschibrā'īl,
- am Freitag erschuf er Schemna'īl und
- am Samstag erschuf er Tūrā'īl.

Diese Engel, die auch Haft Sirr („Sieben Mysterien“) genannt werden, haben sich später nach jesidischer Vorstellung in bestimmten Scheichen, die eine wichtige Rolle bei der Gründung des Jesidentums gespielt haben, reinkarniert.
Eine ähnliche Rolle wie die Haft Sirr nehmen bei den Ahl-e Haqq die sogenannten Haft Tan („Sieben Körper“) ein. Sie bestehen aus dem Schöpferengel Chāwandkār, der mit Sultān Sahāk identifiziert wird, den vier islamischen Erzengeln Dschibrā'īl,
Mīkāʾīl, Isrāfīl, ʿAzrāʾīl, sowie Yaqīq und ʿAqīq. Auch sie manifestieren sich zu verschiedenen Zeiten in menschlicher Form. Philip Kreyenbroek vermutet, dass sowohl die beiden Engel-Heptaden bei Jesiden und Ahl-e Haqq als auch die damit große Ähnlichkeit aufweisende zoroastrische Vorstellung der Ameša Spentas auf eine gemeinsame Wurzel in der indoarischen Tradition zurückgehen.